# Fahrwerk (Flugzeug)

Fahrwerk an einem Airbus A330

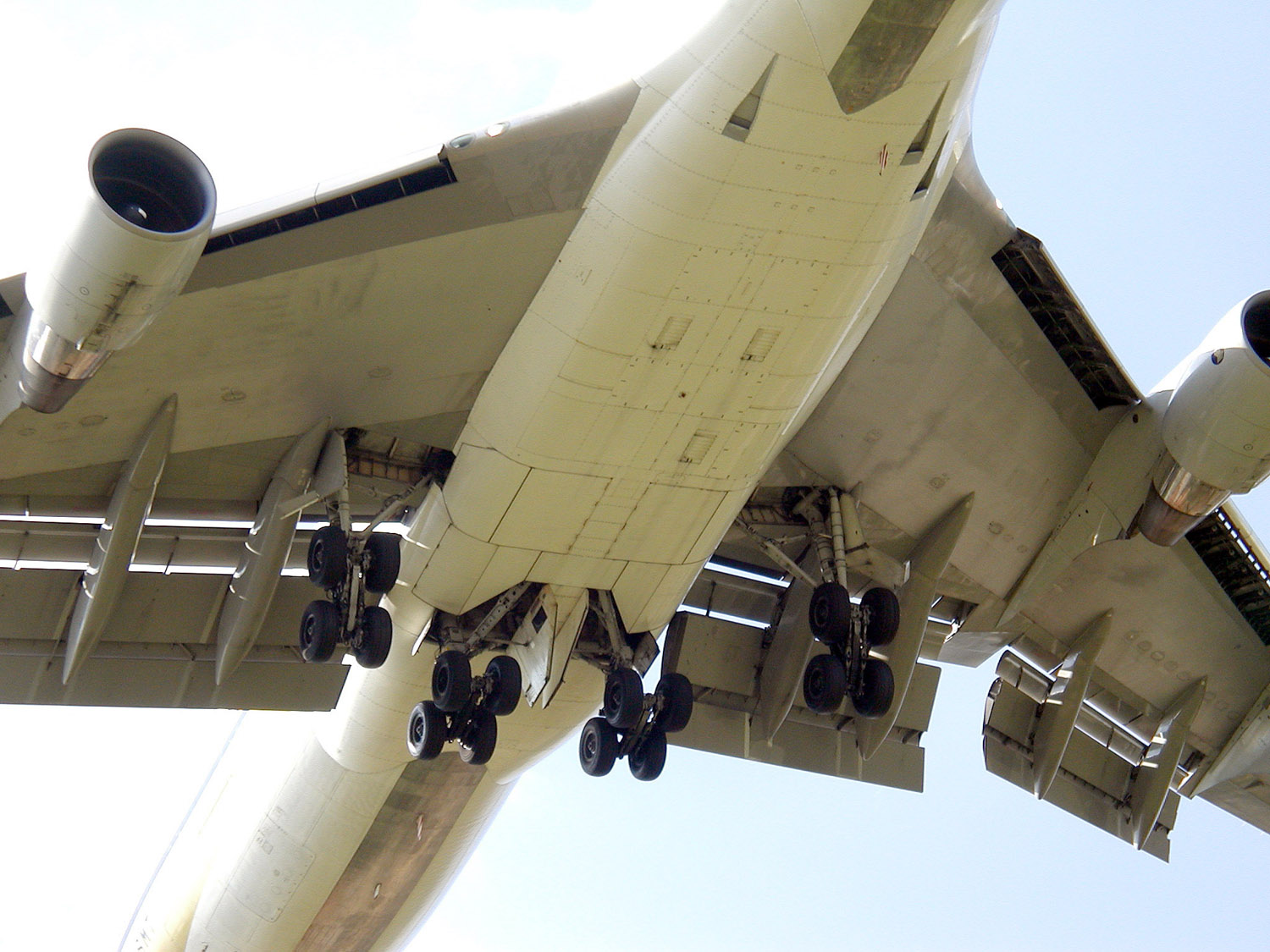
Hauptfahrwerk an einer Boeing 747

Das Fahrwerk (englisch landing gear bzw. „Undercarriage“) eines Flugzeuges stellt die Gesamtheit der Räder mit Flugzeugreifen, Felgen und meist darin eingebauten Bremsen dar. Hinzu kommt deren Aufhängung an gedämpften Federbeinen, Federstreben oder starren Konstruktionen. Das Fahrwerk trägt das Luftfahrzeug am Boden und ermöglicht eine Fortbewegung am Boden (das Rollen). Zudem ermöglicht es, die erforderliche Startgeschwindigkeit zum Abheben zu erreichen (der Startlauf). Bei der Landung werden die relativ hohen Stoßbelastungen durch das Fahrwerk absorbiert (Stoßdämpfer) und so von der Flugzeugzelle ferngehalten. Auch ein Wiederhochspringen (Abprallen von der Landebahn) nach einem härteren Aufsetzen wird durch die Dämpfung der Federbeine abgemildert. Radbremsen können zur Verkürzung der Ausrollstrecke bei der Landung und beim Startabbruch, zum Lenken am Boden (Differentialbremsung) sowie zur Geschwindigkeitskontrolle und als Parkbremse am Boden benutzt werden. Das Fahrwerk kann feststehend (starr) sein oder auch einfahrbar (Einziehfahrwerk, englisch retractable gear).
Beim Fahrwerk handelt es sich meist um eine Dreipunktabstützung.
Das Fahrwerk ist ein relativ schwerer Teil des Flugzeuges, es kann bis zu 7 % des maximalen Startgewichts ausmachen, in der Regel aber nur 4–5 %.
Bei Flugzeugfahrwerken wird unterschieden nach der Anordnung der Räder, nach deren Einbauort sowie nach deren Bauart.
Grundsätzlich wird zwischen zwei Fahrwerksarten unterschieden:
- Hauptfahrwerk (vor oder hinter dem Flugzeugschwerpunkt)
- Stützfahrwerk (Bug- oder Spornfahrwerk sowie auch Stützfahrwerke an den Tragflächen)

danach folgt die Anordnung der Fahrwerke
- Dreipunkt-Fahrwerk in Bug- oder Spornradausführung
- Tandemfahrwerk
- Spezialfahrwerke (z. B. Kettenfahrwerke oder Kufengestelle)

## Aufgaben des Fahrwerks
Die Hauptaufgaben des Fahrwerks sind:
- Beweglichkeit des Flugzeugs am Boden ermöglichen
- Sicherstellung, dass während des Rollens, des Abhebens und des Aufsetzens kein anderes Teil des Flugzeugs den Boden berührt
- Absorbieren und Dämpfen der vertikalen kinetischen Energie beim Landen
- Aufnahme und Weiterleitung der horizontalen kinetischen Energie beim Landen und im Falle eines Startabbruchs
- Federung von Bodenunebenheiten
- Widerstand gegen die seitliche Belastung bei Seitenwindstart und Seitenwindlandung.

## Fahrwerkskonfiguration
Bei der Anordnung der Räder (in der Regel handelt es sich um eine Dreipunktanordnung) wird unterschieden zwischen dem historisch älteren Spornfahrwerk (bis in die 1930er Jahre auch noch mit Schleifsporn) und dem neueren Bugradfahrwerk. Seltener ist eine Tandemanordnung der Räder unter dem Rumpf, wodurch seitliche Stützen erforderlich werden (Beispiele: Motorsegler Falke, Verkehrsflugzeug Baade 152, Bomber B-52 oder Kampfflugzeug Harrier).

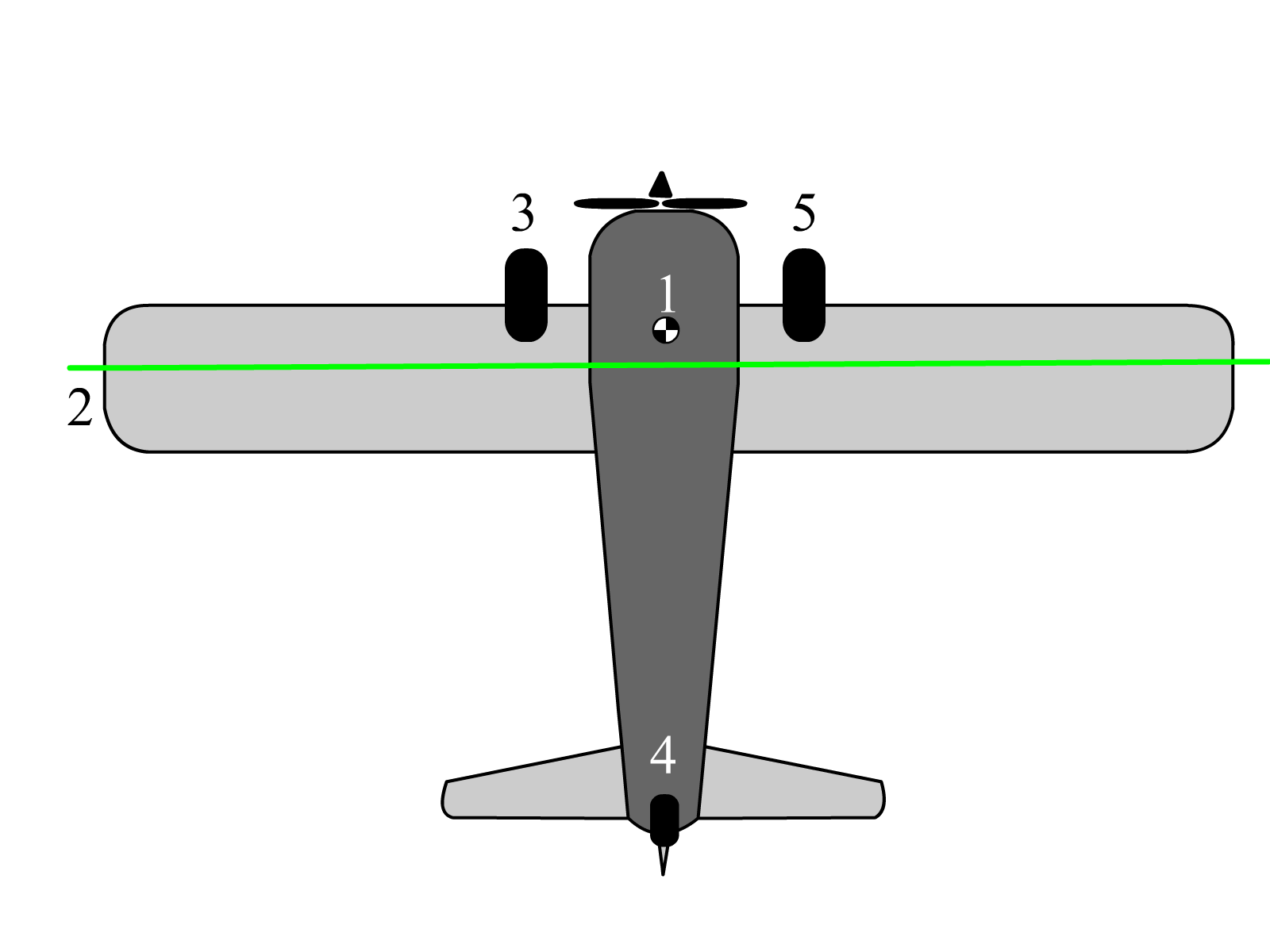
Spornradfahrwerk (engl. „conventional gear“)
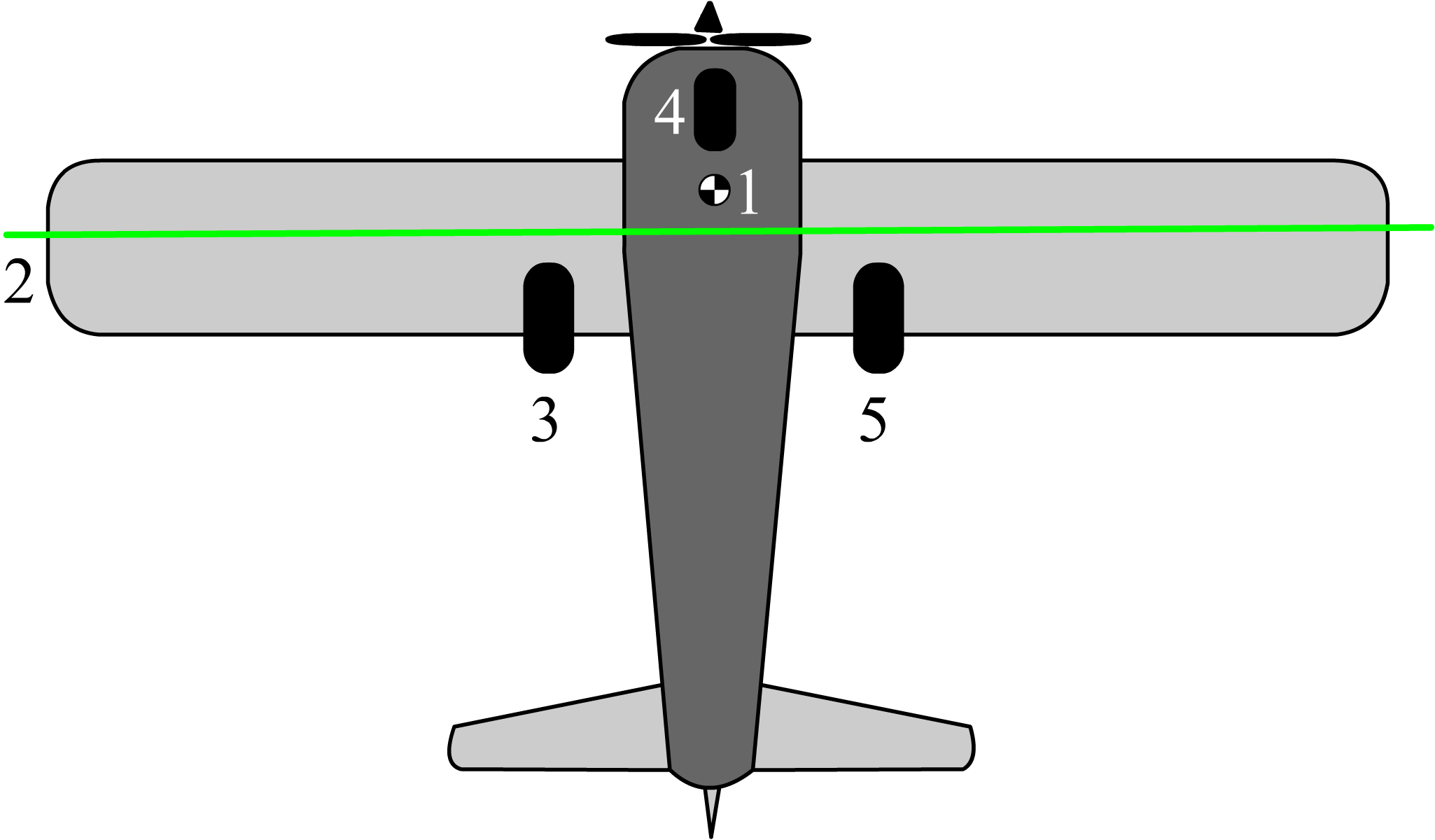
Bugradfahrwerk (engl. „tricycle gear“)
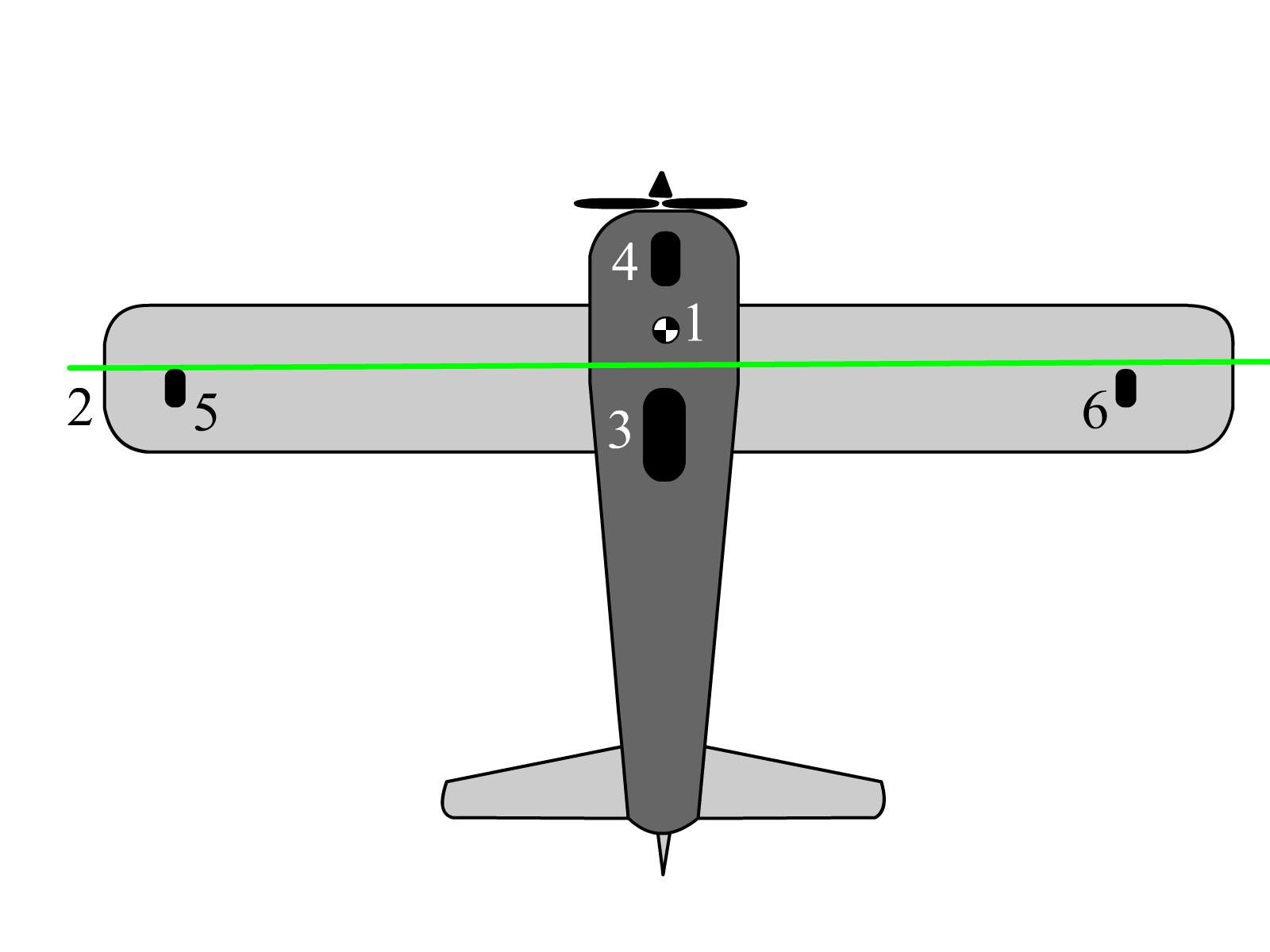
Tandemfahrwerk (engl. „tandem gear“)
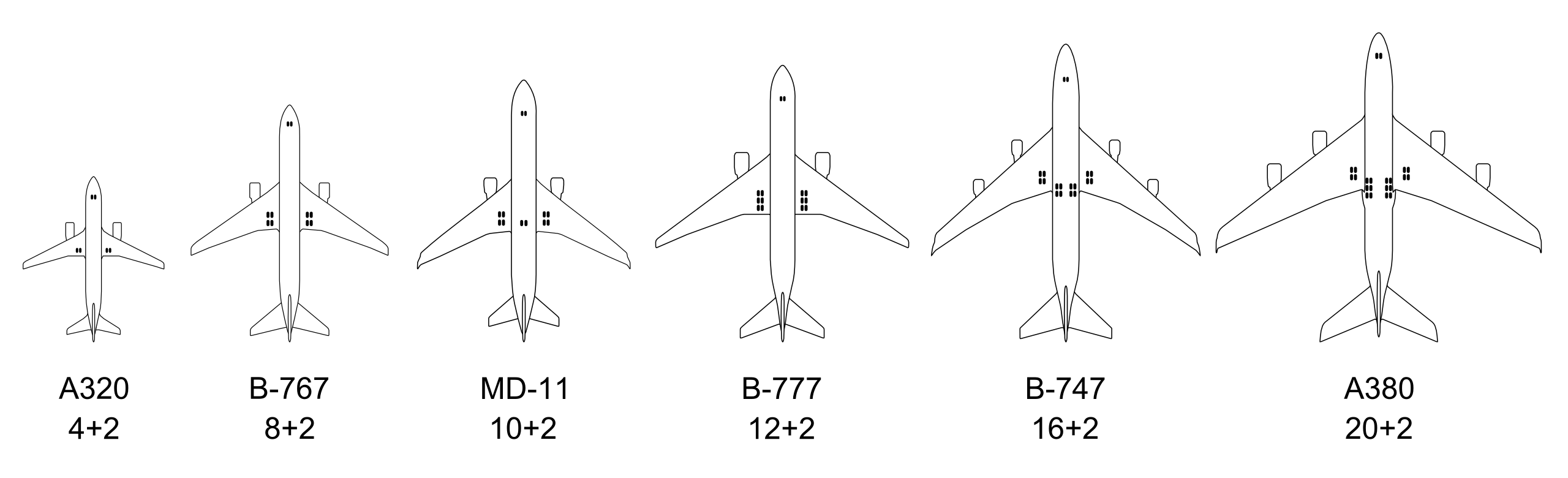
Fahrwerkskonfigurationen verschiedener Verkehrsflugzeuge

Bei schweren Transportflugzeugen besteht das Hauptfahrwerk oft aus zwei bis vier Gruppen von Rädern, die in zwei Reihen am Rumpf angeordnet sind.
Die Anzahl der für ein bestimmtes Flugzeug nötigen Räder hängt von dessen Gewicht, Einsatzzweck sowie von der Belastbarkeit der Flughafenbetriebsoberflächen ab. Dieser Wert wird mit der „Pavement Classification Number“ angegeben.

### Spornradfahrwerk (Hecksporn- oder Heckradfahrwerk)

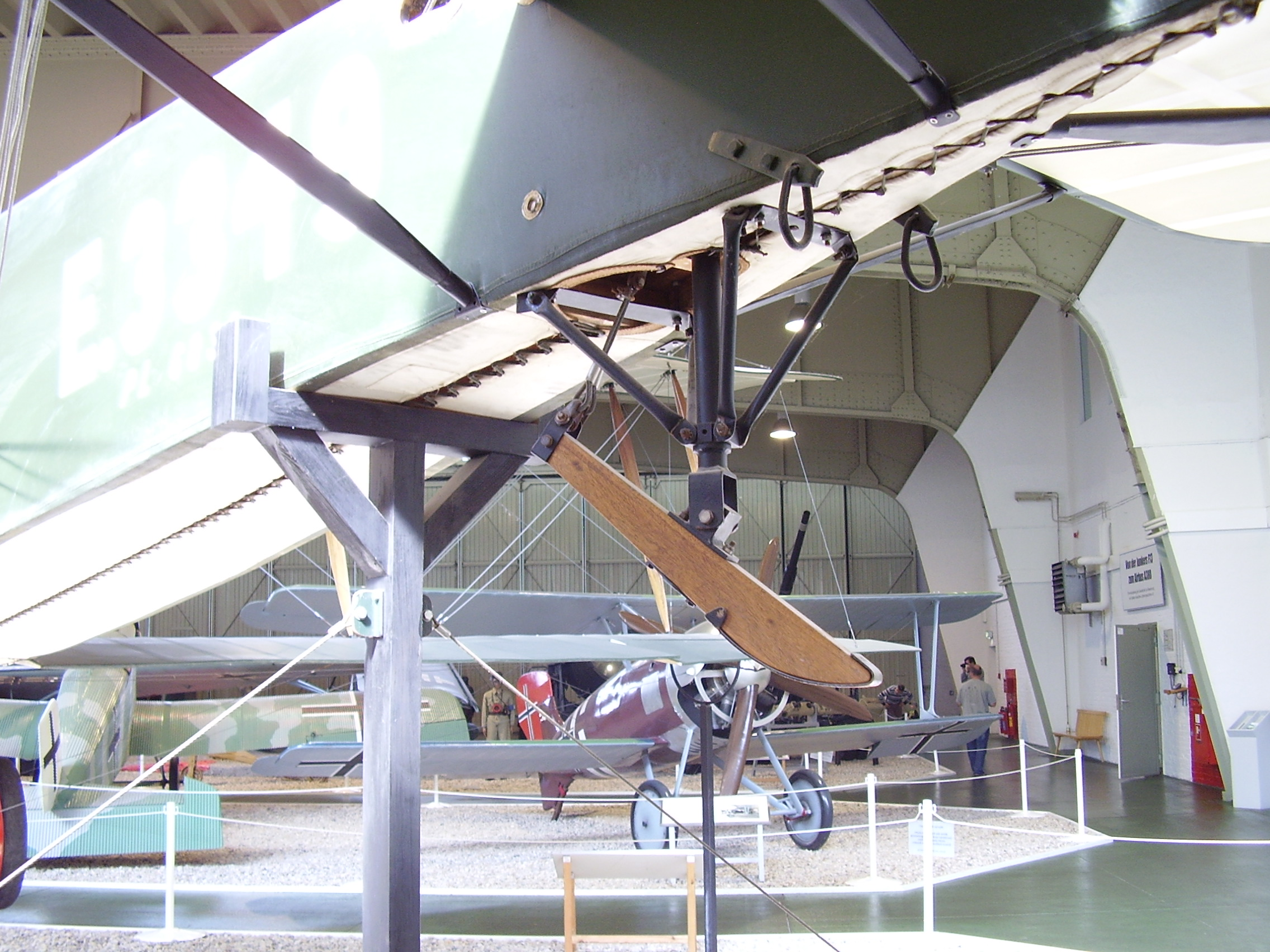
Schleifsporn

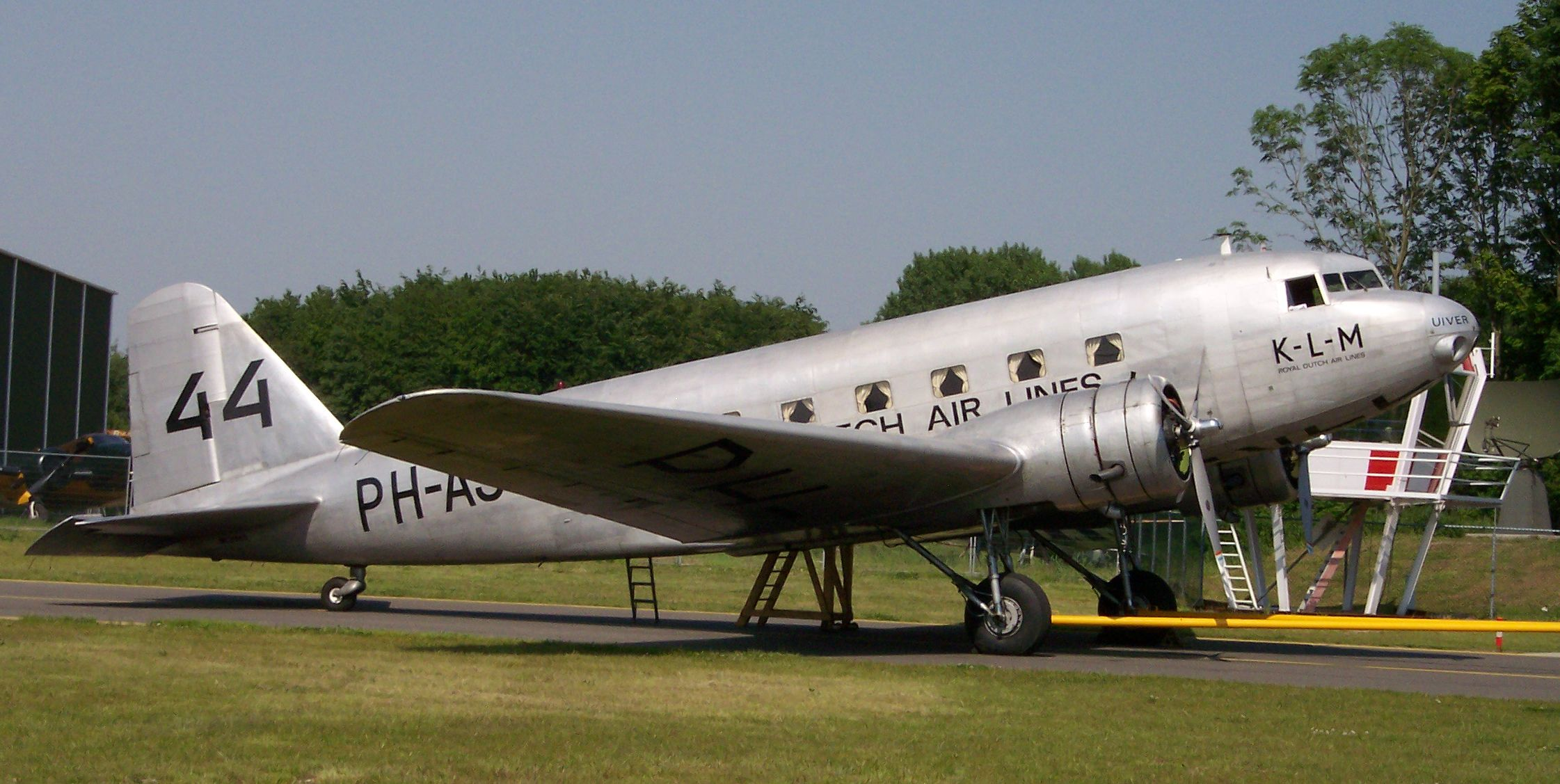
Douglas DC-2 mit Spornradfahrwerk

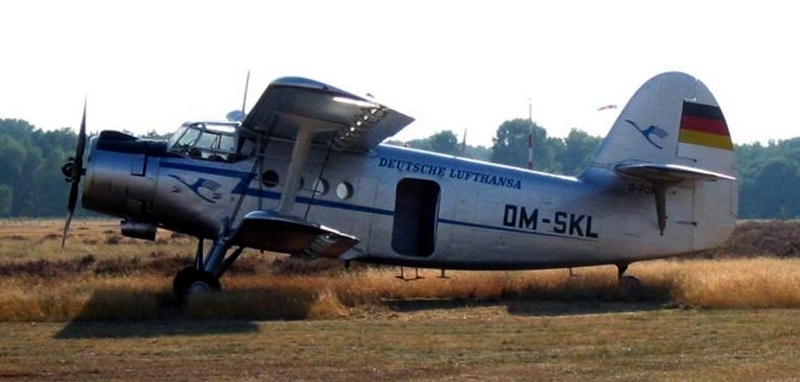
Antonow An-2 mit Spornradfahrwerk

In den ersten Jahrzehnten der Luftfahrt bis gegen Ende des Zweiten Weltkriegs waren fast alle Flugzeuge Spornradflugzeuge (engl. taildragger oder tailwheel). Sie hatten fast alle ein Fahrwerk mit Sporn. Daher rührt auch die im englischen noch heute übliche Bezeichnung conventional gear („konventionelles Fahrwerk“).
Bei einem Spornfahrwerk befinden sich die zwei Hauptfahrwerksbeine vor dem Flugzeugschwerpunkt und ein Schleifsporn oder ein Spornrad im Heckbereich ergibt den dritten Auflagepunkt. Dieses Spornrad konnte durch Koppelung mit der Seitenruderbetätigung lenkbar gemacht werden. Gegenüber einem Bugradfahrwerk ist die Konstruktion etwas einfacher. Ein Nachteil dieser Fahrwerksform ist, dass das Heck im Stand hinten tiefer ist als der Bug. Für den Piloten bedeutet das, dass die Sicht nach vorne während des Rollens stark eingeschränkt sein kann und ihn zum Rollen in Schlangenlinien zwingt. Zum Abheben muss er während des Startvorgangs erst das Heck des Flugzeuges anheben (durch leichtes Drücken des Steuerknüppels), bis der Flugzeugrumpf parallel zur Startbahn ist. In dieser neutralen Längsneigung erfolgt die weitere Beschleunigung bis zum Abheben. Wegen der korkenzieherartigen Luftströmung hinter dem Propeller (engl.: slip stream), die auf das Seitenleitwerk trifft, kann insbesondere nach dem Anheben des Hecks eine mehr oder weniger starke Neigung zum Ausbrechen entstehen, bei Flugzeugen mit rechts bzw. im Uhrzeigersinn drehendem Propeller nach links. Bei einem tatsächlich beginnenden Ausbrechen, insbesondere beim Ausrollen nach der Landung, zeigt sich der zweite Nachteil des Spornfahrwerks. Der hinter der Auflagelinie des Hauptfahrwerks liegende Schwerpunkt, der ja das Bestreben hat, sich weiter in der ursprünglichen Richtung fortzubewegen, erzeugt dadurch ein Moment, das die Ausbrechbewegung sogar unterstützt.
Landungen mit einem Spornradflugzeug bedürfen besonderer Übung für den heutigen Piloten, der meist seine ursprüngliche Ausbildung auf moderneren Flugzeugen mit Bugradfahrwerk gemacht hat. Bei zu starkem Bremsen besteht bei Spornradflugzeugen zudem die Gefahr des Kopfstandes (Fliegerdenkmal) oder sogar des Überschlags nach vorne.
Anzustreben ist bei Spornradflugzeugen eine Dreipunktlandung, bei der alle drei Räder gleichzeitig aufsetzen. Der dazu nötige große Anstellwinkel der Tragfläche und damit der größere Widerstand verringern die Aufsetzgeschwindigkeit und verkürzen die Ausrollstrecke stark.
Bei Einbau von Strahltriebwerken unter der Tragfläche von Tiefdeckern ist ein Spornradfahrwerk unbrauchbar, wie sich bei den ersten Versuchen mit der Messerschmitt Me 262 gezeigt hat. Das Höhenruder ist nicht wirksam genug, um dem aufrichtenden Moment entgegenzuwirken, das der Triebwerksschub in Bezug auf den höher liegenden Schwerpunkt erzeugt. Es war so nicht möglich, beim Anrollen das Heck anzuheben. Der Trick, mit dem diesem Mangel begegnet wurde, bestand in einem kurzen Auf-die-Bremsen-Treten, wodurch der Rumpf in die gewünschte waagrechte Lage kam. Aufgrund dieser Erkenntnis erhielten bereits die weiteren Versuchsflugzeuge der Me 262, aber auch die der Konkurrenzentwicklung, der Heinkel He 280, ein Bugradfahrwerk.
Für Fluggäste von Verkehrsflugzeugen bedeutet ein Spornradfahrwerk, dass sie zum Ein- und Aussteigen im Flugzeug auf einer schrägen Ebene laufen müssen, z. B. in der Junkers Ju 52/3m oder Douglas DC-3.

### Bugradfahrwerk

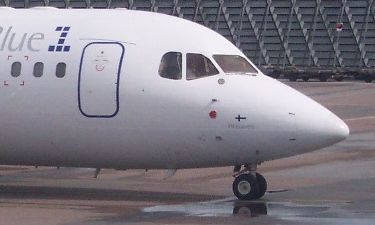
Cockpit mit Bugrad

Das Bugradfahrwerk (engl. „tricycle gear“) gilt im Vergleich zum Spornradfahrwerk als die modernere Form, obwohl bereits die Brüder Wright sie bei ihren späteren Flugzeugen verwendeten. Dabei ergänzt das Bugfahrwerk (engl. „nose gear“) im vorderen Bereich des Flugzeugrumpfes das Hauptfahrwerk (engl. „main landing gear“). Die Sicht für den Piloten ist gut, besonders während des Rollens, aber auch bei Start und Landung. Das Bugrad (engl. „nose wheel“) kann lenk- oder auch nur schwenkbar ausgeführt werden. Im letzteren Fall muss zum Vermeiden des gefürchteten Bugradflatterns (engl. Shimmy) eine eigene Dämpfeinrichtung eingebaut sein. Zum Lenken auf dem Boden kann zusätzlich zum Bugrad die Radbremse des jeweiligen Hauptfahrwerks benutzt werden. Ein Überschlag nach vorne, wie beim Spornradfahrwerk, ist kaum mehr möglich. Der Flugzeugschwerpunkt liegt etwas vor dem Hauptfahrwerk. Dadurch entsteht im Falle eines leichten Ausbrechens ein Moment, das der Ausbrechrichtung entgegen und somit stabilisierend wirkt.
Bei Verkehrsflugzeugen mit Bugradfahrwerk ist der Rumpf zum Ein- und Aussteigen der Passagiere immer in einer nahezu waagerechten Lage. Die Bezeichnung der Reifenanordnung von Verkehrsflugzeugen wurde durch die US-amerikanische FAA standardisiert.
Diese Konfiguration ist in Deutschland erstmals am 8. Juni 1939 an einer Focke-Wulf Fw 58 nachzuweisen, die das Reichsluftfahrtministerium bei Focke-Wulf hatte umbauen lassen. Anschließend war das Flugzeug jeweils für einige Zeit allen deutschen Entwicklungsfirmen zur Erprobung zur Verfügung gestellt worden. Walter Blume bei Arado erkannte als Erster die Vorteile und wendete die neue Fahrwerksform sofort bei der Arado Ar 232 an. In der Schweiz hatte ein Studienbüro der ETH Zürich bei Farner in Grenchen den Umbau eines Sportflugzeuges Klemm Kl 25 von Sporn- auf Bugfahrwerk in Auftrag gegeben. Das Flugzeug mit dem Kennzeichen HB-ERU wurde vom 13. bis 27. Mai 1943 erprobt und bestätigte die erwarteten Vorteile des Bugfahrwerks.
In Großbritannien hatte man sich im Sommer 1939 nach der Flugerprobung des zweiten Prototyps für die Serienfertigung von 600 Grundschulflugzeugen GAL Cygnet mit Bugrad bereit gemacht, doch wurden wegen des Kriegsausbruchs nur 10 Flugzeuge fertig gestellt. Diese wurden ihrerseits speziell als Trainer für Piloten der Douglas A-20 Boston verwendet, einem Bomber mit Bugrad, der im Frühjahr 1938 erstmals geflogen war und der von Frankreich im März 1939 in hundert Exemplaren bestellt wurde.
Die Bugrad-Konfiguration hat sich seither durchgesetzt und stellt die heute gebräuchliche Lösung sowohl im militärischen wie im zivilen Bereich dar.

#### Bugrad

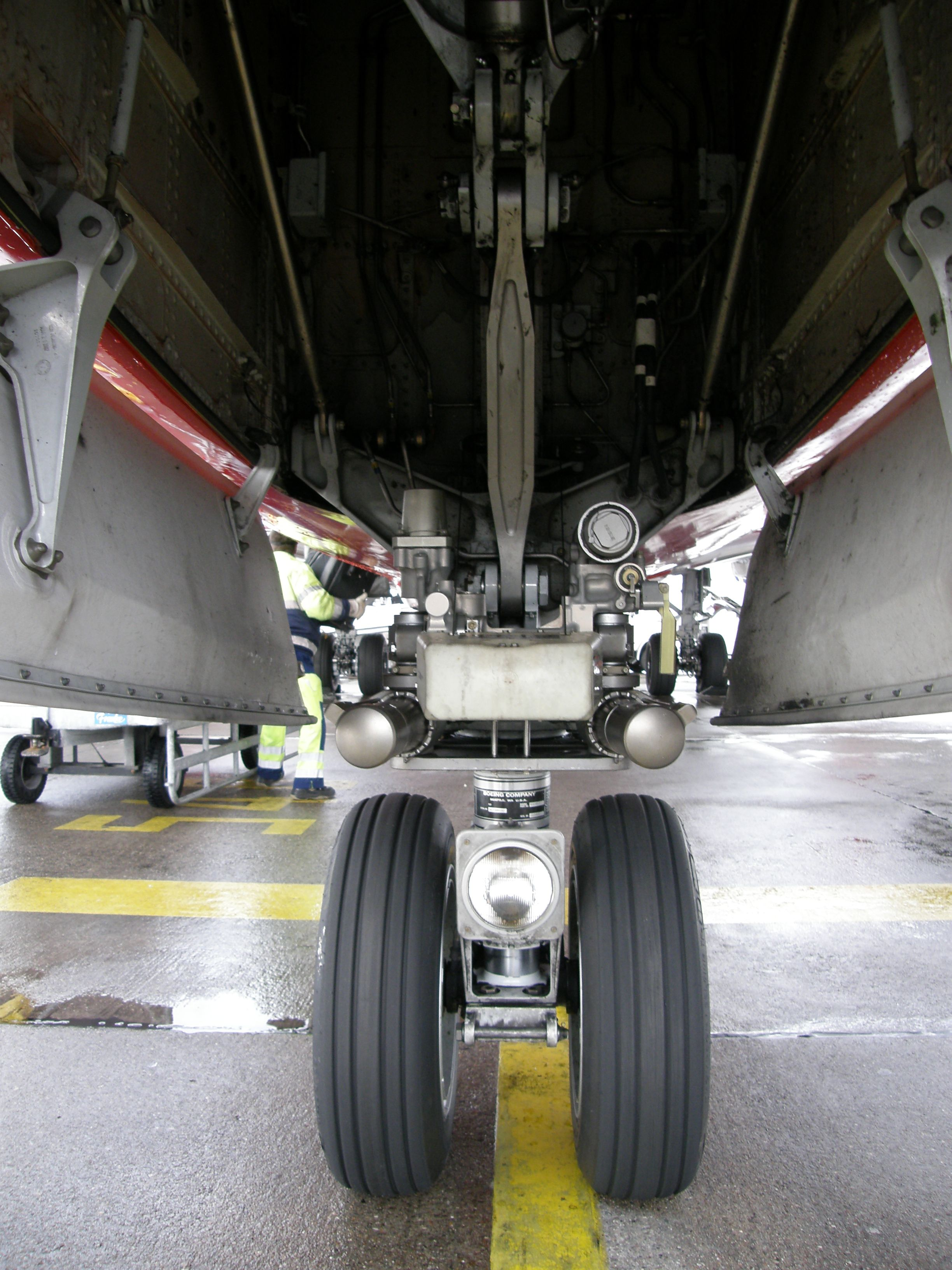
Bugfahrwerk einer Boeing 737-800

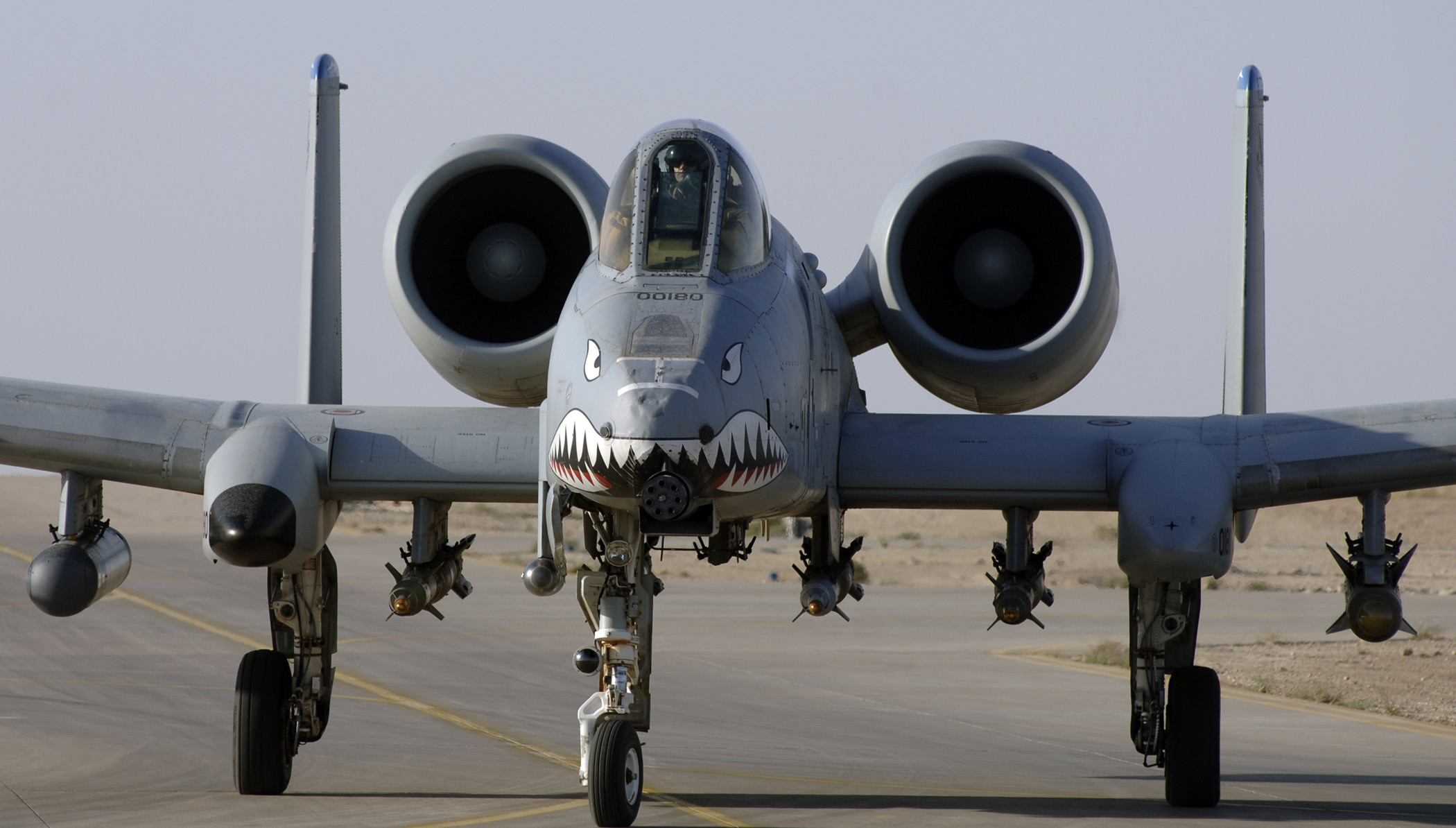
Seitlich versetztes Bugrad einer Fairchild-Republic A-10

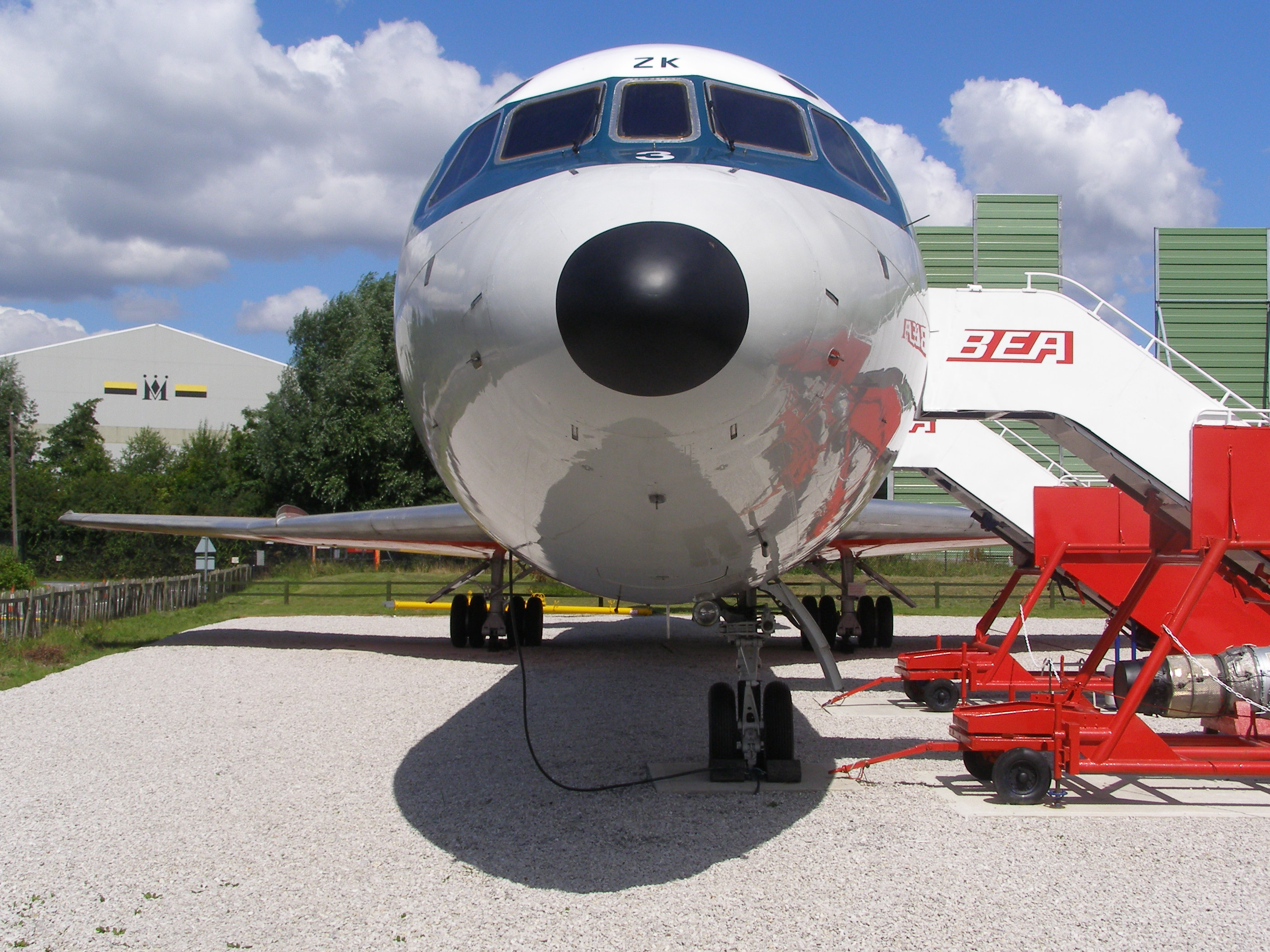
Hawker Siddeley Trident 3B, gut zu erkennen ist das außermittige Bugfahrwerk

Das Bugrad ist Teil der Fahrwerksanlage eines Flugzeugs. Es befindet sich im vorderen Teil der Maschine, dem Bug, daher stammt der Name.
Das Bugrad trägt im Gegensatz zum Hauptfahrwerk während des Stehens und Rollens am Boden nur einen relativ geringen Teil des Flugzeuggewichts. Die relativ schwache Auslegung des Bugrades kann bei unsachgemäßen Landungen zum Bruch führen, sodass die Flugzeugnase die Landebahn berührt. Bei einmotorigen Propellerflugzeugen, die ihren Propeller meist vorne haben, kommt es dann zu dessen Zerstörung – oft auch des Motors.
Bei Verkehrsflugzeugen, die an Flughäfen Parkpositionen mit Fluggastbrücken oder nur in einer Richtung nutzbare Vorfeldpositionen benutzen, wird die Schleppstange des Flugzeugschleppers, der das Flugzeug nach dem Beladen zurückschiebt, am Bugrad angekoppelt, bei neueren Schleppern wird sogar das gesamte Bugfahrwerk umschlossen und angehoben.
Kampfflugzeuge, die auf Flugzeugträgern starten und landen, brauchen ein sehr stabiles Bugrad: es muss bei modernen Konstruktionen (bsp. bei der F-18 Hornet und der Dassault Rafale) die Kräfte des Startkatapults aufnehmen und bei der Landung mit sehr hoher Sinkgeschwindigkeit starke Stoßbelastungen aushalten und abfedern.
Nur bei wenigen Flugzeugtypen ist auch das Bugrad mit Bremsen versehen, so z. B. bei Varianten der Boeing 727 und der Fokker F28.
Im Allgemeinen ist das Bugfahrwerk mittig zum Flugzeugrumpf positioniert. Eine Ausnahme ist das Bugrad des Erdkampfflugzeugs Fairchild-Republic A-10: es ist seitlich deutlich nach rechts versetzt, weil links leicht außermittig im Bug die Bordkanone GAU-8/A Avenger inklusive Munitionszufuhr installiert ist. Auch das Bugrad des Verkehrsflugzeugs Hawker Siddeley Trident ist versetzt, es fährt seitlich ein.

#### Hauptfahrwerk

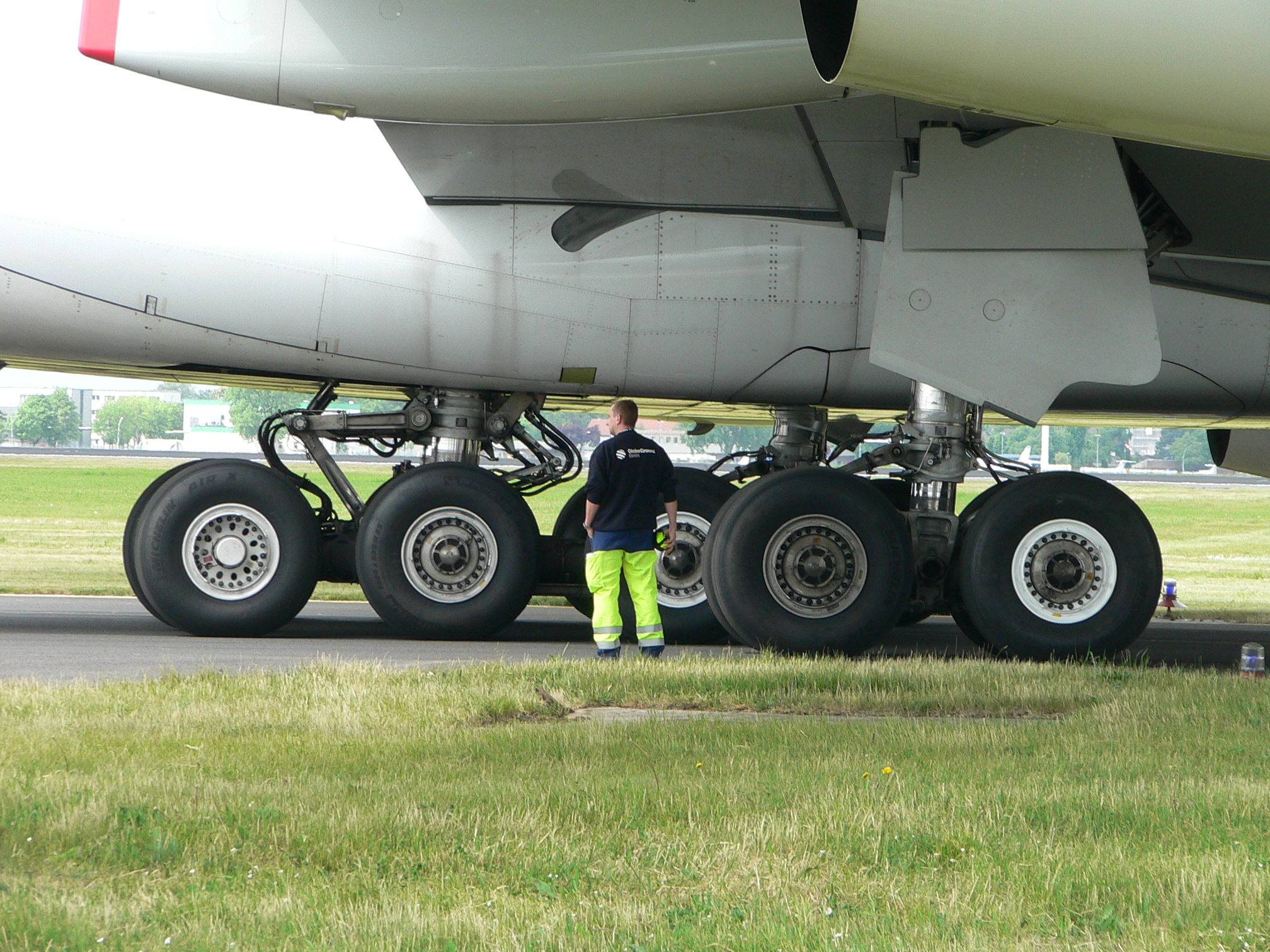
Hauptfahrwerk des Airbus A380

Das Hauptfahrwerk ist Teil der Fahrwerksanlage eines Flugzeugs. Es befindet sich im Bereich des Schwerpunktes der Maschine und trägt die Hauptlast des Flugzeuges während des Rollens am Boden, daher stammt der Name.

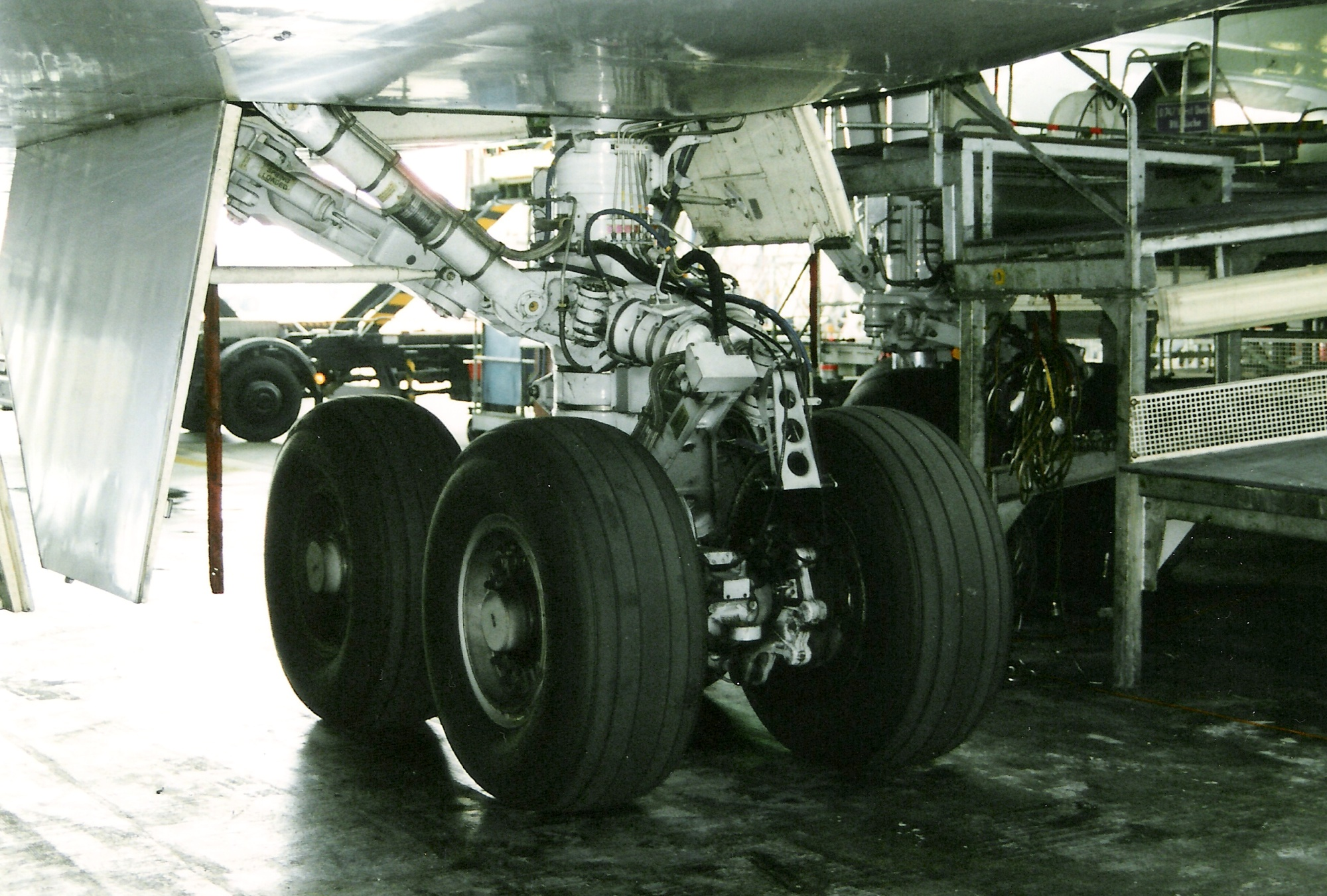
Eines der vier Hauptfahrwerke einer Boeing 747

Das Hauptfahrwerk kann aus lediglich einem Rad bestehen (Einspurfahrwerk) oder auch aus einer Vielzahl von Rädern mit komplizierter Mechanik. Einige Hauptfahrwerke (oder Teile davon) können gelenkt werden, um die Manövrierfähigkeit am Boden zu verbessern. Bei der Boeing 747 als Beispiel ist der hintere Teil des Hauptfahrwerks steuerbar, um engere Kurvenradien zu ermöglichen.
Manche Hauptfahrwerke können bereits im Flug verschwenkt werden, um bei Seitenwindlandungen das seitliche Schieben der Maschine beim Aufsetzen aufnehmen zu können (zum Beispiel Boeing B-52).
Bei Verkehrsflugzeugen wird das Hauptfahrwerk mit Sollbruchstellen an den Tragflächen befestigt. Diese Konstruktionsweise soll verhindern, dass bei einer harten Landung die Tragflächenstrukturen und die darin eingebauten Treibstofftanks beschädigt werden; die „Entfernung“ des Fahrwerks ist aus Gedanken der Sicherheit einer weit verheerenderen Explosion des Treibstoffes vorzuziehen.

#### Transportflugzeuge
Transportflugzeuge haben besondere Anforderungen an das Fahrwerk:
- sehr hohe Belastung (deshalb sehr viele Räder, keine langen oder grazilen Fahrwerksbeine)
- Militärtransporter müssen (je nach Anforderung und Einsatzzweck) auch auf unbefestigten Pisten starten und landen können
- möglichst niedrige Ladekante (eventuell zusätzlich hydraulisch absenkbar)
- sehr große Schwerpunktverschiebung während des Ladevorganges (Flugzeuge müssen bei der Verschiebung schwerer Ladungen innerhalb des Flugzeuges am Heck abgestützt werden, damit sie nicht nach hinten kippen)

In der Regel kommen dafür ausgelegte Bugradfahrwerke zum Einsatz.

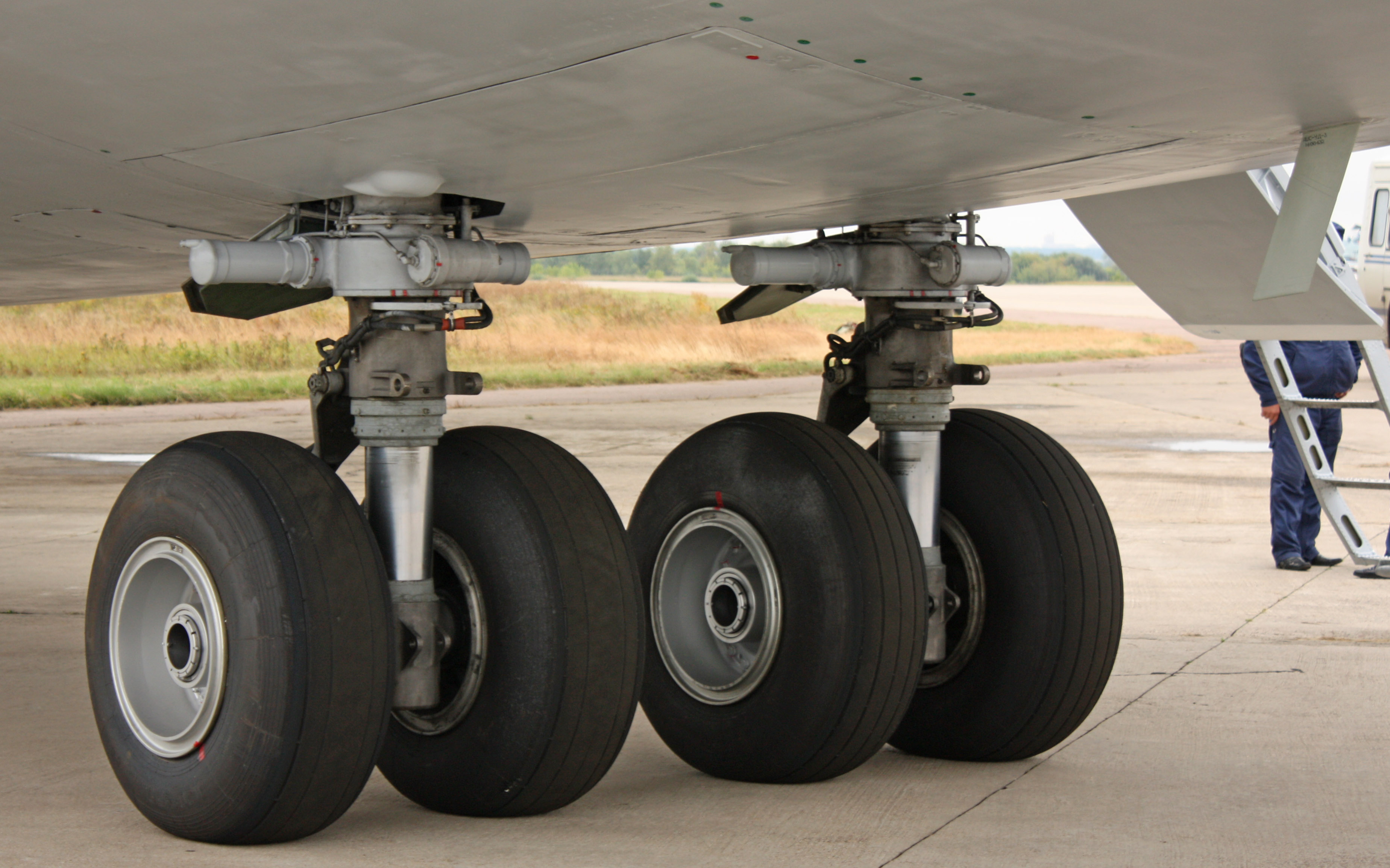
Bugfahrwerk Antonow An-124
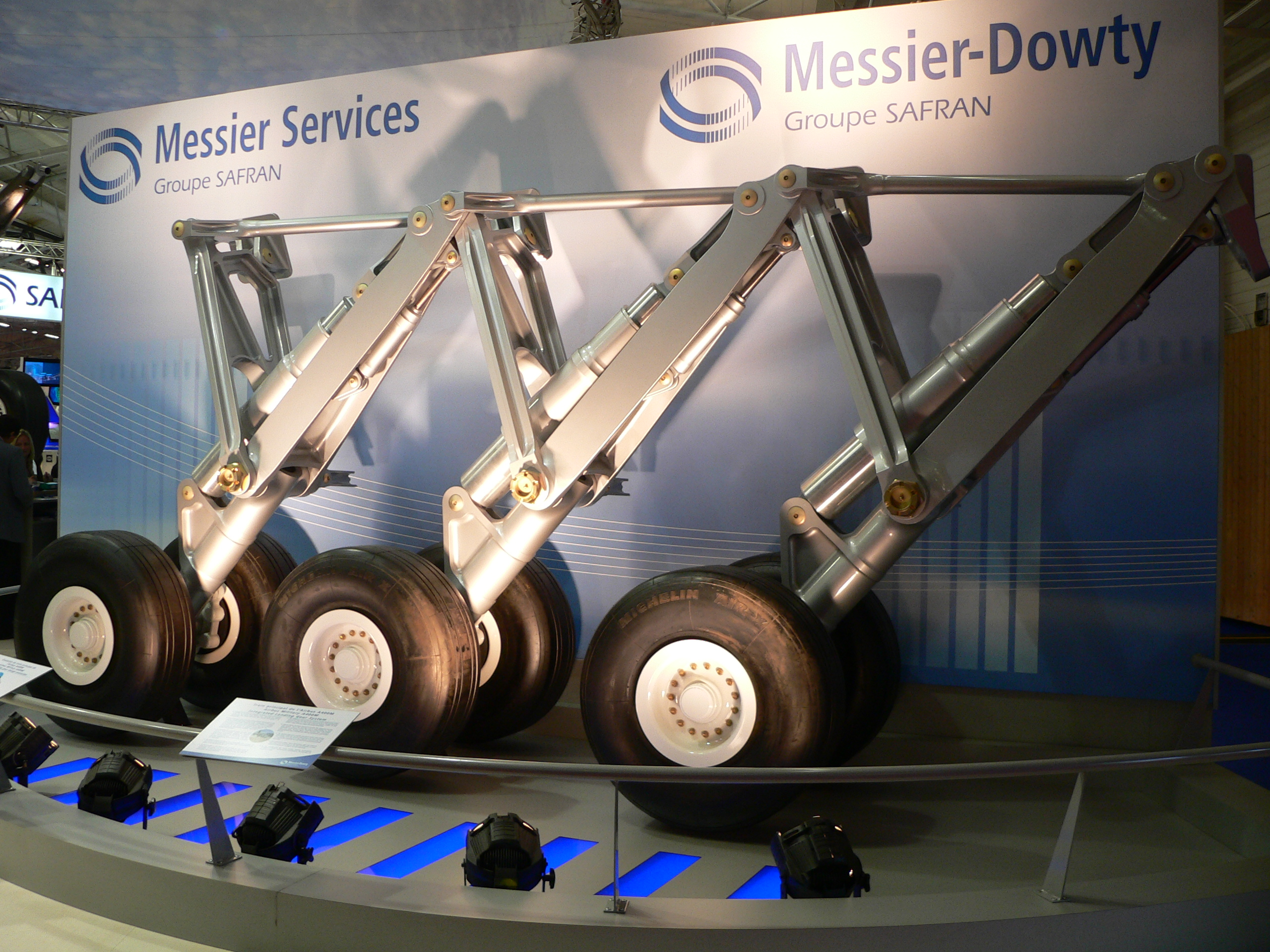
Airbus A400M
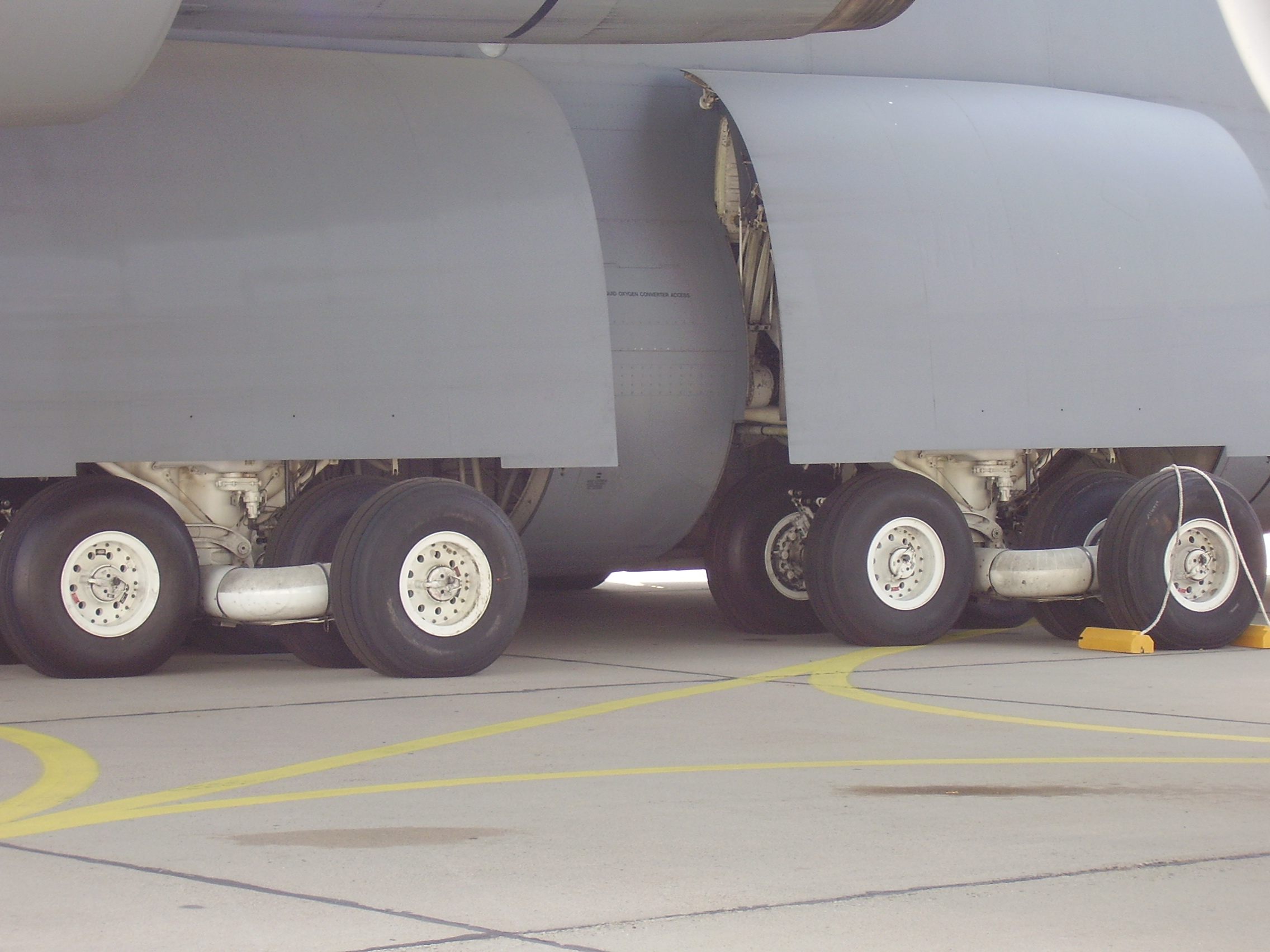
Lockheed C-5

### Tandemfahrwerk
Für besondere Anwendungen ist auch die Tandemkonfiguration (engl. „tandem gear“) verbreitet – etwa bei Segelflugzeugen, Senkrechtstartern, Höhenaufklärern oder einigen Bombern. Auch die erste Ausführung des in der DDR entwickelten Verkehrsflugzeugs 152 hatte ein solches Fahrwerk, bei dem meist seitliche Stützen erforderlich sind.

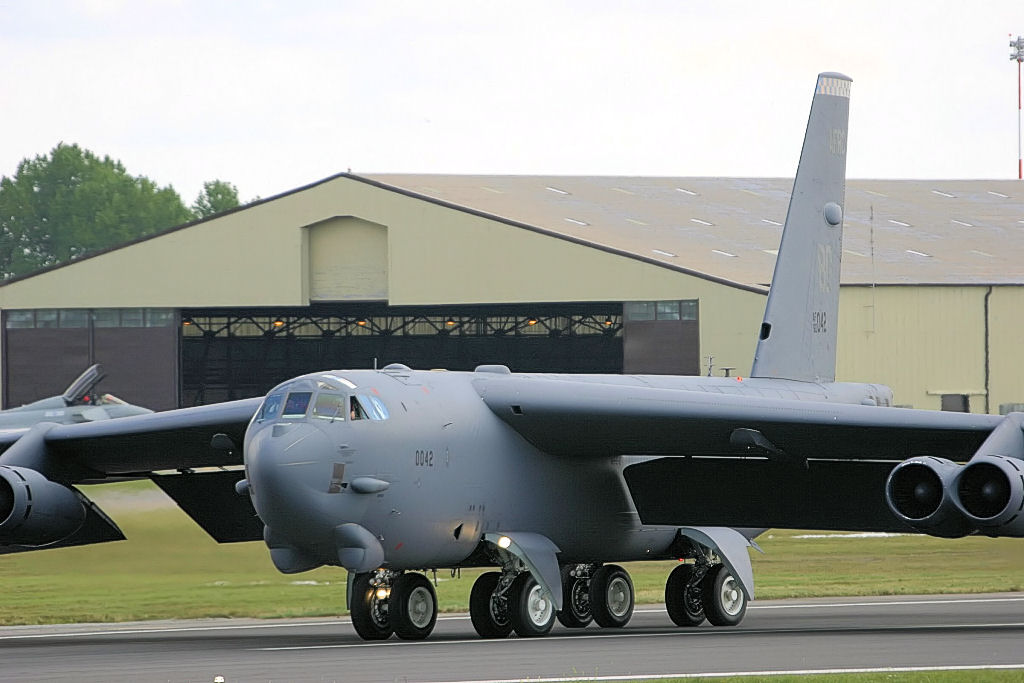
Die Boeing B-52 hat vier Hauptradpaare unter dem Rumpf, jeweils zwei nebeneinander
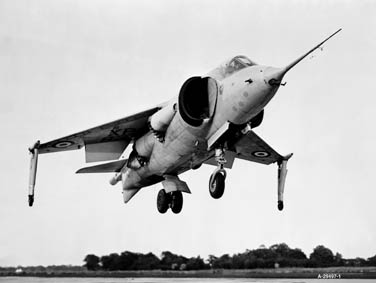
Hawker P.1127
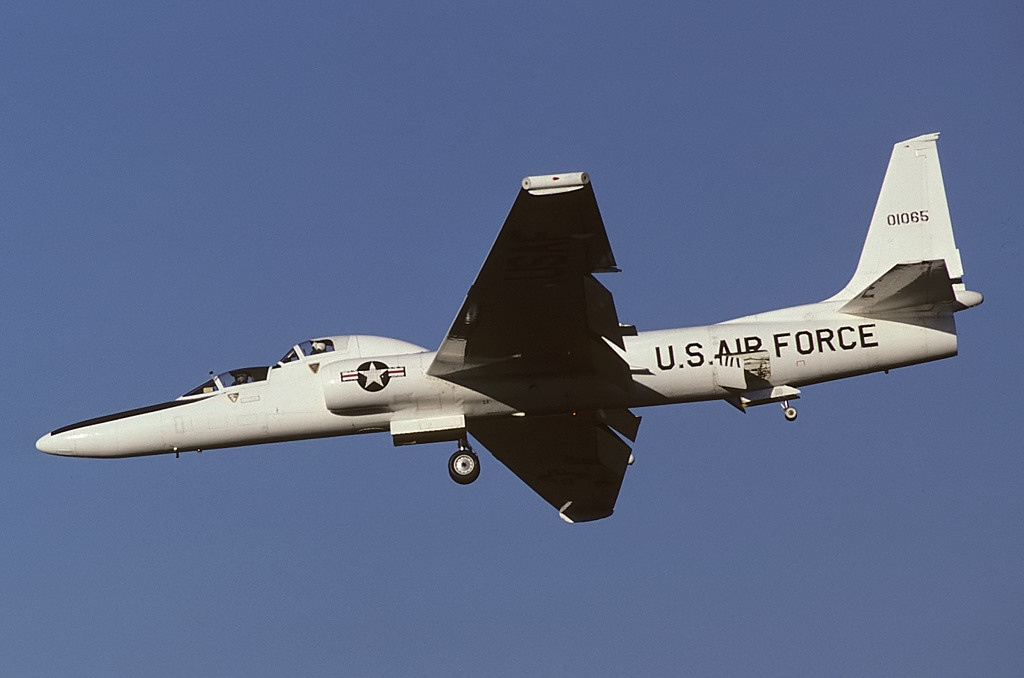
Lockheed TR-1B
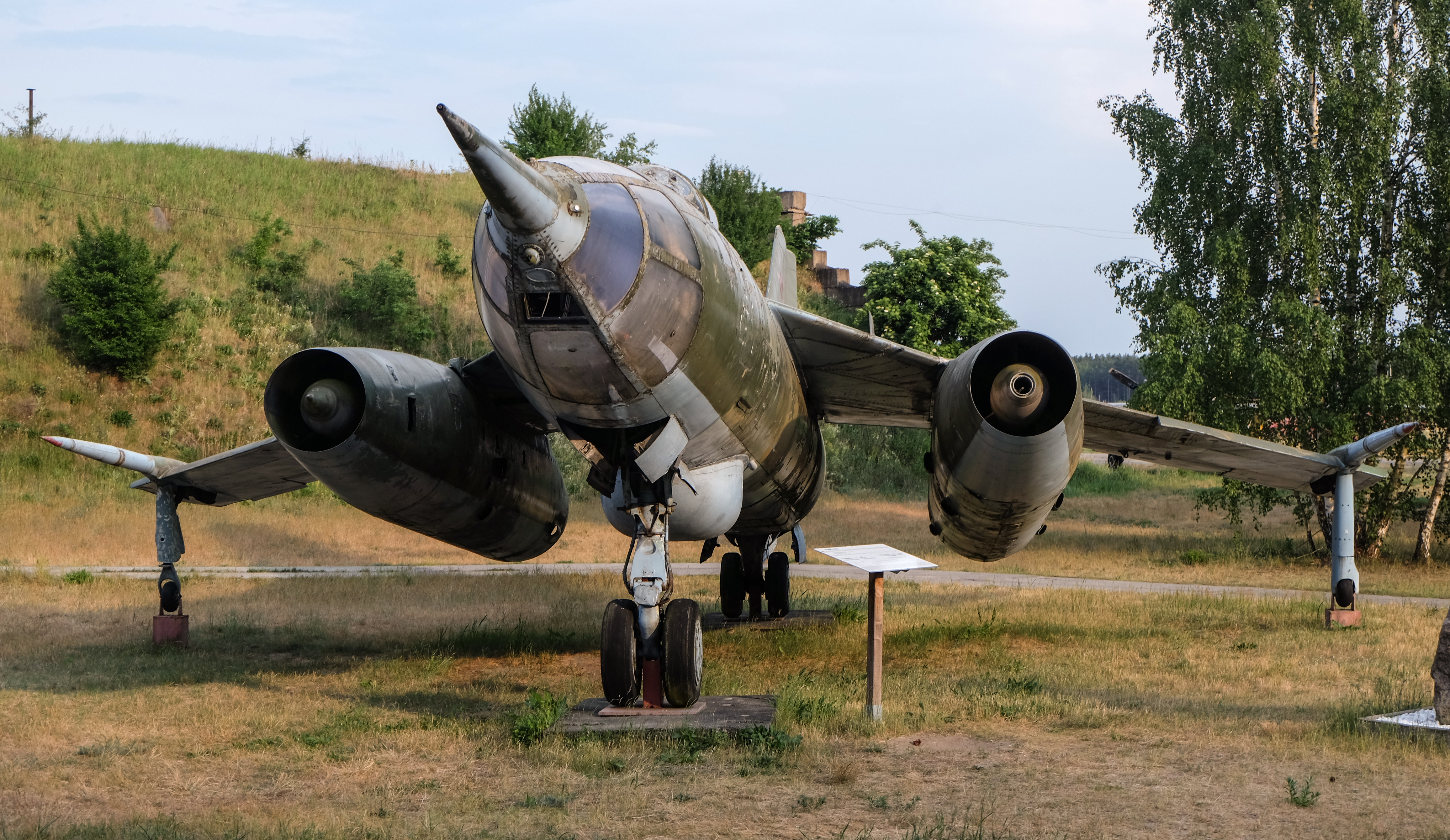
Hauptfahrwerke und Stützräder unter den Tragflächen beim sowjetischen Bomber und Aufklärer Jakowlew Jak-28

#### Segelflugzeuge
Alte Segelflugzeuge waren oft nicht mit einem Rad, sondern nur mit einer Kufe ausgerüstet.
Von wenigen Ausnahmen wie der Stemme S10 abgesehen besitzen Segelflugzeuge keine nebeneinander liegenden Räder. Im unbewegten Zustand liegt also immer eine Tragfläche auf dem Boden auf, wobei an der Tragflächespitze zum Schutz der Oberfläche Scheuerleisten oder kleine Rädchen angebracht sein können.
Die Hauptlast wird bei modernen Segelflugzeugen von einem – oft einziehbaren – Hauptrad im Bereich des Schwerpunktes getragen, bei den ersten Schulgleitern übernahm diese Funktion eine Kufe. Auch bei vielen etwas älteren Typen wie der Schleicher ASK 13 wird das Hauptrad nach vorne hin durch eine Kufe unterstützt. Bei moderneren Typen wird stattdessen ein kleineres Bugrad vor dem Hauptrad verwendet. Auch am Heck hat sich inzwischen die Verwendung eines kleinen Rades anstelle des vormals üblichen Schleifspornes durchgesetzt. Da dieses Rad (wenn überhaupt) nur sehr eingeschränkt lenkbar ist, wird zum einfacheren Manövrieren am Boden ein Spornkuller montiert.

### Andere Lösungen
Abhängig vom Einsatzzweck können auch andere Fahrwerklösungen eingesetzt werden. Besondere Schwerlastfahrwerksauslegungen besitzen eine sehr große Zahl an Hauptfahrwerksrädern, um den Bodendruck gering zu halten, und sind teilweise in der Höhe am Boden einstellbar ausgeführt, um die Be- und Entladung zu vereinfachen. In seltenen Fällen wurde das Fahrwerk auch abwerfbar gestaltet, um die Leistungsdaten des Flugzeuges zu verbessern, so etwa bei der Messerschmitt Me 163.

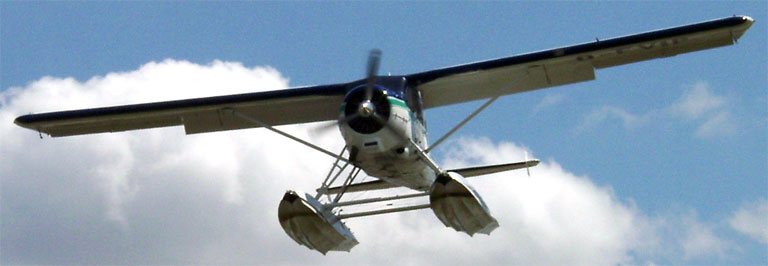
Wasserflugzeug mit Schwimmern

Weitere Arten an Landevorrichtungen oder Landegestellen sind:

#### Schwimmer

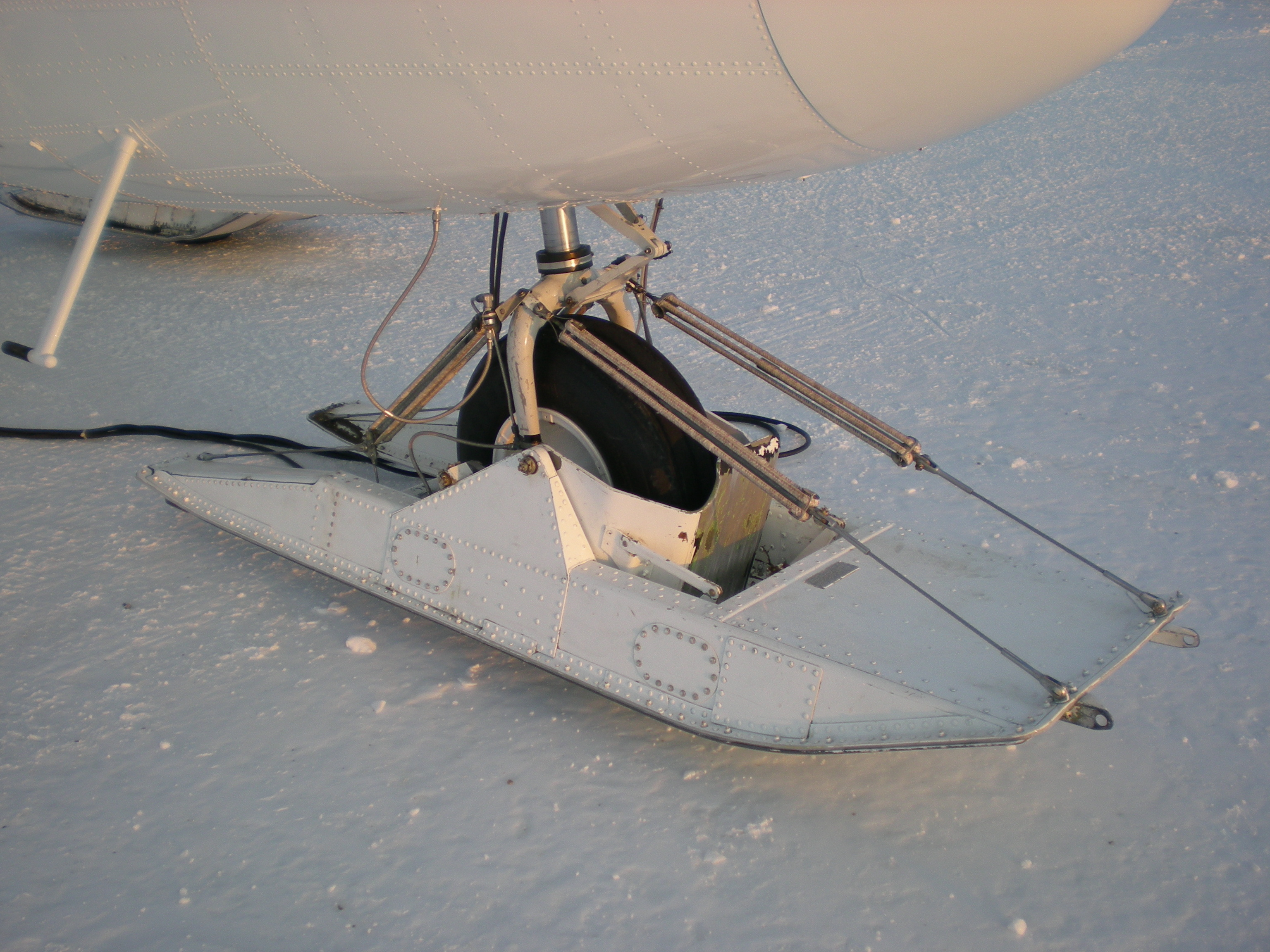
Kombination aus Rad- und Ski-Fahrwerk

#### Kufen und Ski
Kufen bzw. Ski werden vereinzelt verwendet, zum Beispiel bei der North American X-15, oder auch bei der Lockheed C-130 für den Polareinsatz.

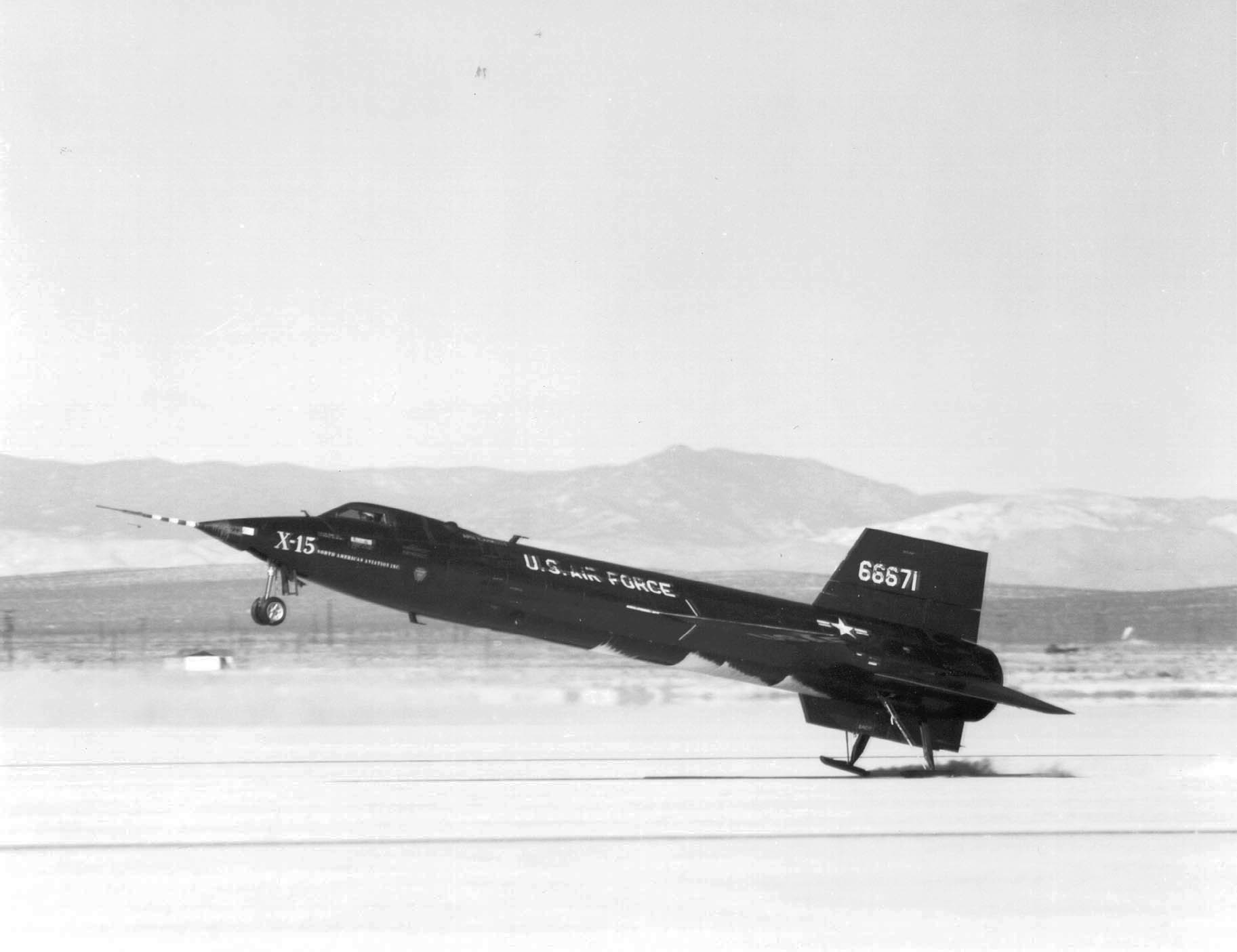
X-15 bei der Landung
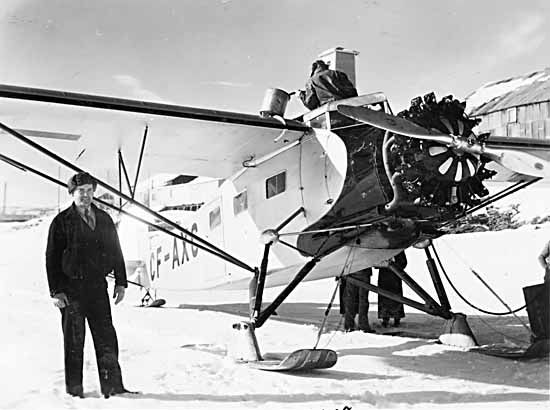
Ski-Fahrwerk einer Fairchild 82

#### Raupenfahrwerk

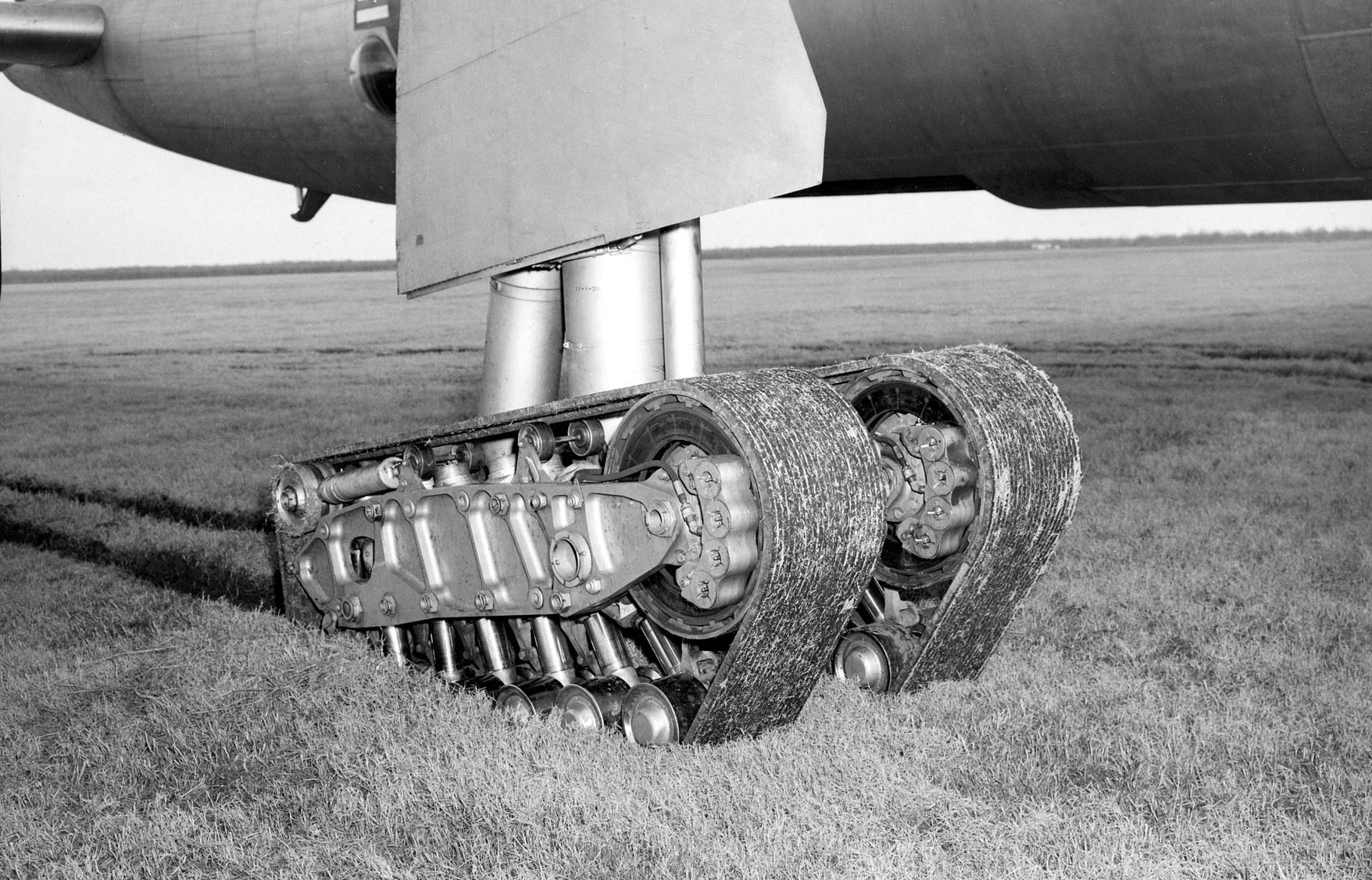
Experimentelles Raupenfahrwerk einer XB-36A

Vereinzelt wurde für den Einsatz auf gering tragfähigem Untergrund auch ein Raupenfahrwerk eingesetzt. Dies konnte sich jedoch aufgrund des hohen Gewichts und unlösbarer technischer Schwierigkeiten nicht durchsetzen.

#### Luftkissen
In den 1970er-Jahren wurde auch ein Luftkissensystem erprobt, genannt Air Cushion Landing System (ACLS). Das erste Flugzeug war eine Lake LA4, die bei Bell mit einem Luftkissensystem ausgerüstet worden war. 1972 wurde mit dem Umbau einer DHC-5 Buffalo begonnen. Am 11. April 1975 landete die Buffalo erstmals mithilfe ihres erzeugten Luftkissens.

## Festes (feststehend) oder einziehbares Fahrwerk
Das feste Fahrwerk ist historisch älter. In der Anfangszeit des Flugzeugbaus war der prozentuale Anteil des Fahrwerks am Luftwiderstand des Flugzeugs mit seinen eckigen Formen, den vielen Streben und Verspannungen unerheblich. Erst mit der allgemeinen Verbesserung der aerodynamischen Form fiel er immer mehr ins Gewicht. Da das Fahrwerk während des Fluges nicht gebraucht wurde, lag der Gedanke nahe, es während dieser Phase ganz verschwinden zu lassen. Man sprach deshalb auch vom Verschwindfahrwerk. Hierbei wird das Fahrwerk in Motorgondeln, in die Tragflächen oder auch in den Flugzeugrumpf eingefahren.
Heute ist das einziehbare Fahrwerk die Regel, um den Luftwiderstand um bis zu 25 % zu verringern. Nur bei kleineren Flugzeugen, mit weniger hohen Geschwindigkeiten, werden noch die einfacheren festen Fahrwerke verwendet. Es gibt auch Formen, bei denen das Fahrwerk nur teilweise eingezogen wird.

### Festes Fahrwerk
Ist das Fahrwerk so am Flugzeug angebracht, dass es, abgesehen von den durch das Einfedern bedingten Änderungen seiner Form, während des ganzen Fluges seine Form beibehält, spricht man von einem starren oder festen Fahrwerk. Die Räder einer jeden der beiden Hauptfahrwerkshälften sitzen an einer Federstrebe, welche sowohl die zum Abfedern der Roll- und Landestöße erforderlichen Bauteile der verschiedensten Art enthält als auch eine Einrichtung zur wirksamen Dämpfung dieser Federbewegung. Diese Federbeine können nun freitragend, ohne seitliche Abstützung in ihrer starren Halterung befestigt sein. Man spricht dann von einem Einbeinfahrwerk (Beispiele: Bücker Bü 181, Klemm Kl 35 A und B). Diese Federbeine werden durch seitlich auf das Rad wirkende Kräfte auf Biegung stark beansprucht. Die andere Art ist das Dreibeinfahrwerk, bei dem das nun gelenkig befestigte Federbein durch zwei, meist in V-Form angeordnete, ebenfalls gelenkig befestigte Stützstreben geführt wird. Beim Einfedern bewegen sich alle drei Teile. Fahrwerke dieser Art verändern dabei ihre Spurweite (Beispiele dafür: Junkers Ju 52, Fieseler Fi 156). Um den Luftwiderstand zu verringern, sind meist die Hauptfahrwerksbeine und die Räder aerodynamisch verkleidet (Brditschka HB-23). Bei besonders langsamen Flugzeugen und vielen Hubschraubern wird jedoch auch darauf verzichtet.

### Einziehfahrwerk

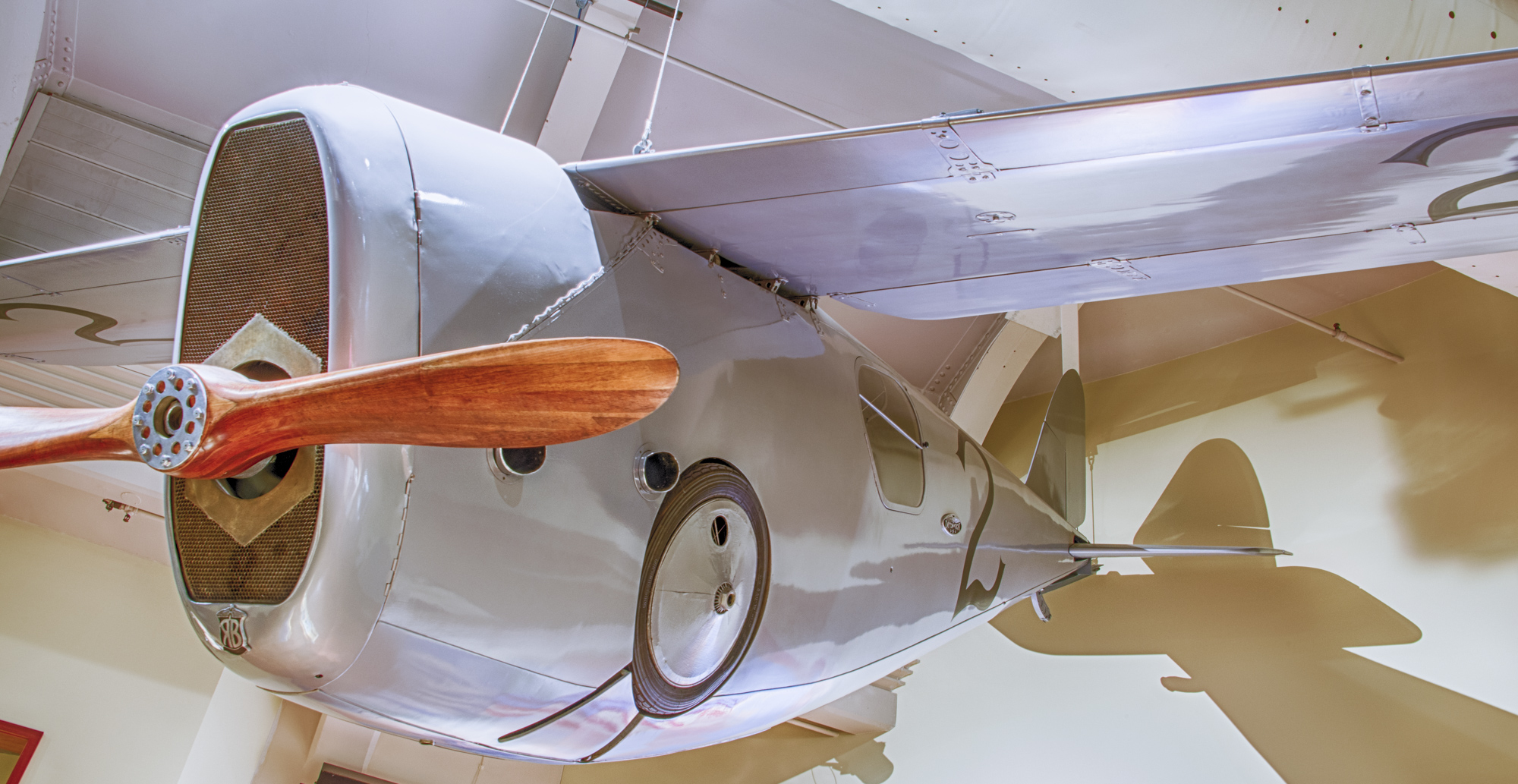
Die Dayton-Wright RB-1 Racer aus dem Jahr 1920

Animation des Einziehvorgangs

Ist das Flugzeugfahrwerk hingegen so gestaltet und eingebaut, dass es eingefahren werden kann, spricht man von einem einziehbaren Fahrwerk oder Einziehfahrwerk (engl. „retractable gear“). Das Ein- und Ausfahren kann manuell oder automatisch (meist hydraulisch, vereinzelt elektrisch) vor sich gehen. In letzterem Fall muss es ein Notausfahrsystem geben, das früher auch oft von Hand (Handpumpe oder Handkurbel) zu betätigen war. Das Fahrwerk wird ganz oder teilweise in den Rumpf, die Tragflächen, die Motorgondeln oder eigene Fahrwerksgondeln eingezogen.
Einziehfahrwerke fanden Mitte der 1930er Jahre in den Flugzeugbau Eingang. Die Dornier Do 11 gilt als erstes europäisches Militärflugzeug mit einziehbarem Fahrwerk, um dem Wunsch nach gesteigerten Fluggeschwindigkeiten Rechnung zu tragen. Weitere frühe Beispiele sind die Heinkel He 70 „Blitz“ und die Airspeed AS 5 „Courier“. Das vermutlich erste Flugzeug mit Einziehfahrwerk war das amerikanische Rennflugzeug Dayton-Wright RB-1; es nahm 1920 für die USA an der „Gordon Bennett Trophy“ teil.
Da die Position aller Räder für den Piloten von seinem Sitz aus nicht erkennbar ist, muss ihm die Stellung eines jeden Fahrwerksteils, ein- oder ausgefahren, über Geräte angezeigt werden. Es gibt elektrische und mechanische Anzeigen, welche die Stellung des Fahrgestelles erkennen lassen. Der Fahrwerkshebel als solcher (meist mit einem Rad am Ende) und vor allem seine Stellung ist in modernen Cockpits verwechslungssicher sofort zu erkennen. Für jedes Fahrwerksbein gibt es eine eigene Anzeige; bei einem Flugzeug mit fünf Fahrwerksbeinen sind es somit fünf Anzeigen, welche je nach Position des Fahrwerks in den Farben rot oder grün leuchten können. Die Semantik ist einfach:
- kein Licht: Fahrwerk eingefahren und verriegelt
- grünes Licht: Fahrwerk ausgefahren und verriegelt
- rotes Licht: Die Position des Fahrwerks stimmt nicht mit der Position des Wahlhebels überein (z. B. während des Fahrvorgangs).

Das Einziehen des Fahrwerkes erfolgt bei mehrmotorigen Flugzeugen fast unmittelbar nach dem Abheben, sobald eine positive Steigrate auf dem Steigmesser (Variometer, engl. „Vertical Speed Indicator“ – VSI) angezeigt wird, in der Regel spätestens über dem Ende der Landebahn. Bei einigen Flugzeugen erhöht sich im Moment des Einfahrens der Luftwiderstand, wenn die Klappen der Fahrwerksschächte dazu erst geöffnet werden müssen. Das kann bei niedrigen Geschwindigkeiten kritisch werden (zum Beispiel beim Durchstarten mit einem ausgefallenen Triebwerk). In diesem Fall ist das Fahrwerk erst nach Erreichen der notwendigen Geschwindigkeit einzufahren. Vor dem Einfahrvorgang werden die Räder durch Betätigung der Bremsen oder automatisch zum Stillstand gebracht, um unerwünschte Auswirkungen der sich noch drehenden Räder in den Fahrwerksschächten zu vermeiden.

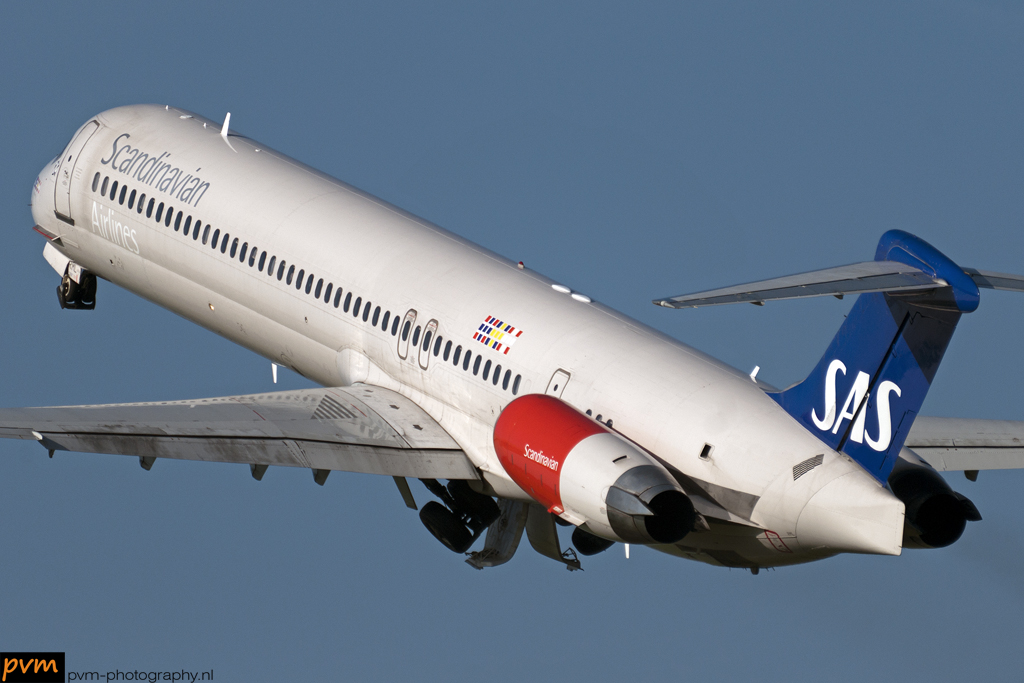
Eine DC-9-82 beim Einziehen des Fahrwerks

Das Ausfahren des Fahrwerks erfolgt im Sinkflug auf dem Gleitpfad und wird bei Verkehrsflugzeugen normalerweise in etwa 600 Meter (2000 Fuß) über der Landebahnhöhe begonnen.
Moderne Flugzeuge haben ein Ground Proximity Warning System (GPWS). Es gibt Warnsignale, wenn die Maschine mit eingefahrenem Fahrwerk unter eine Höhe von ca. 150 m über Grund sinkt.

## Sonstiges; Rekorde
Einige der schwersten Flugzeuge der Welt (siehe auch Flugzeuggewicht) wurden für militärische Zwecke entwickelt:

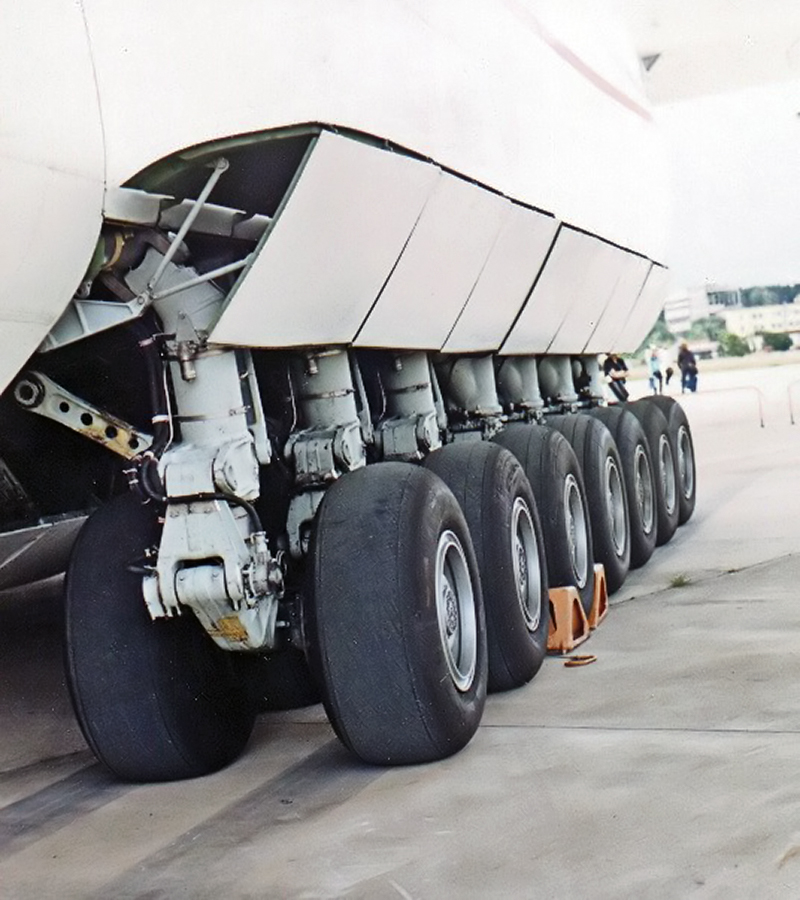
Das Hauptfahrwerk der Antonow An-225

- die Antonow An-225 Mrija (Erstflug 1988) hat beidseitig jeweils sieben Zwillingsradsätze (siehe Foto), von denen die hinteren vier steuerbar sind. Das Bugfahrwerk hat zwei Fahrwerksbeine mit je zwei Rädern.
- Antonow An-124 Ruslan
- Lockheed C-5 Galaxy
- Lockheed Tristar L-1011-K1 und -KC1
- Xian Y-20 (Erstflug Januar 2013; angeblich beträgt das maximale Startgewicht 200 oder 220 Tonnen)

Geprüft wird auch die Konstruktion von Bodenfahrwerken, auf denen fahrwerklose Flugzeuge starten und landen können.
Bei Problemen mit Einziehfahrwerken wird mitunter ein manueller „Gravity drop“ durchgeführt, d. h. das noch eingezogene Fahrwerk wird entriegelt, so dass es durch die Schwerkraft in die „Ausgefahren“-Position fällt/ausfährt und möglichst dort dann mechanisch einrastet.